# Tornado
Un tornado es una columna de aire con alta velocidad angular cuyo extremo inferior está en contacto con el suelo y el superior con la base de una nube cumulonimbus o cumulus. Se trata del fenómeno atmosférico ciclónico de mayor densidad energética de la Tierra, aunque de poca extensión y de corta duración (desde segundos hasta más de una hora).

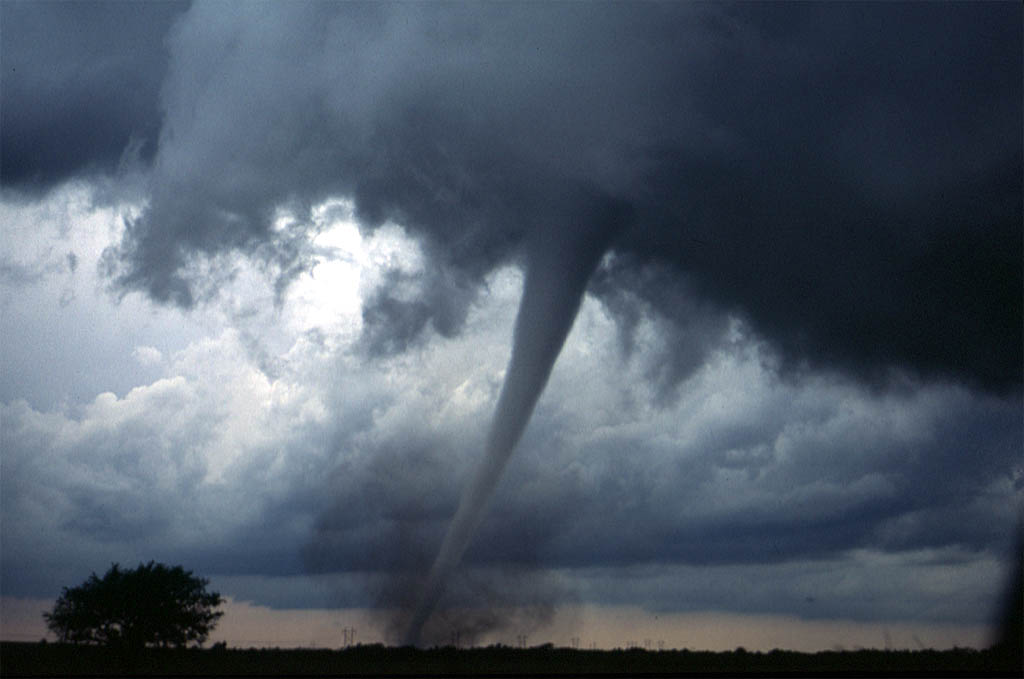
Un tornado en Anadarko (Estados Unidos), formado el 3 de mayo de 1999.

Los tornados se presentan  en diferentes tamaños y formas, pero generalmente tienen la forma de una nube embudo, cuyo extremo más angosto toca el suelo y suele estar rodeado por una nube de desechos y polvo, al menos, en sus primeros instantes. La mayoría de los tornados cuentan con vientos que llegan a velocidades de entre 65 y 180 km/h, miden aproximadamente 75 m de ancho, y se trasladan varios kilómetros antes de desaparecer. Los más extremos pueden tener vientos que pueden girar con velocidades de 450 km/h o más, pueden medir hasta 2 km de ancho y permanecer tocando el suelo a lo largo de más de 100 km de recorrido.
Entre los diferentes tipos de tornados están las trombas terrestres, los tornados de vórtices múltiples y las trombas marinas. Estas últimas se forman sobre cuerpos de agua, conectándose a cúmulus y nubes de tormenta de mayor tamaño, pero se les considera tornados porque presentan características similares a los que se forman en tierra, como su corriente de aire en rotación en forma de embudo. Las trombas marinas por lo general son clasificadas como tornados no-super celulares que se forman sobre cuerpos de agua. Estas columnas de aire frecuentemente se generan en áreas intertropicales cercanas a los trópicos o en las áreas continentales de las latitudes subtropicales de las zonas templadas, y son menos comunes en latitudes mayores, cercanas a los polos o en las latitudes bajas, próximas al ecuador terrestre. Otros fenómenos similares a los tornados que existen en la naturaleza incluyen al gustnado, microrráfaga, remolino de arena, remolino de fuego y de vapor.
Los tornados son detectados a través de radares de impulsos Doppler, así como visualmente por los cazadores de tormentas. Se les ha observado en todos los continentes excepto en la Antártida. No obstante, la gran mayoría de los tornados del mundo se producen en la región estadounidense conocida como Tornado Alley y es seguida por el Pasillo de los Tornados que afecta el noroeste, centro y noreste de Argentina, sudoeste de Brasil, sur de Paraguay, y Uruguay, en Sudamérica. Uruguay es, por sus dimensiones, el único país sudamericano en que la totalidad de su territorio nacional se encuentra bajo el área de influencia del Pasillo de los Tornados. También ocurren ocasionalmente en el centro-sur y este de Asia, sur de África, noroeste y sudeste de Europa, oeste y sudeste de Australia y en Nueva Zelanda.
Existen varias escalas diferentes para clasificar la fuerza de los tornados. La escala Fujita-Pearson los evalúa según el daño causado, y ha sido reemplazada en algunos países por la escala Fujita mejorada, una versión actualizada de la anterior. Un tornado F0 o EF0, la categoría más débil, causa daño a árboles pero no a estructuras. Un tornado F5 o EF5, la categoría más fuerte, arranca edificios de sus cimientos y puede producir deformaciones estructurales significativas en rascacielos. La escala TORRO va del T0 para tornados extremadamente débiles al T11 para los tornados más fuertes que se conocen. También pueden analizarse datos obtenidos de radares Doppler y patrones de circulación dejados en el suelo (marcas cicloidales) y usarse fotogrametría para determinar su intensidad y asignar un rango.

## Etimología
La palabra «tornado» es un représtamo del inglés, al que llegó a partir del español «tronada», que, según la RAE, se refiere a una «tempestad de truenos». La metátesis se debe indudablemente a una reinterpretación de la palabra bajo la influencia de «tornar».

## Definiciones

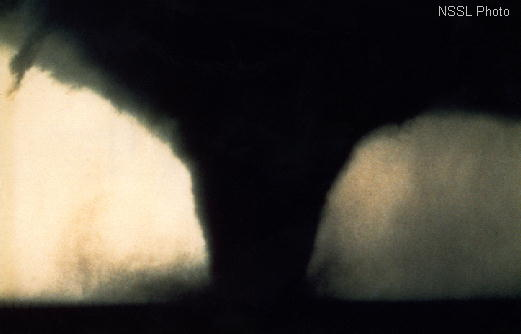
Un tornado cerca de Seymour, Estados Unidos.

Un tornado se define en el Glossary of Meteorology como «una columna de aire que gira violentamente sobre sí misma, estando en contacto con el suelo, ya sea colgando de o debajo de una nube cumuliforme, y frecuentemente (pero no siempre) visible como una nube embudo...». En la práctica, para que un vórtice sea clasificado como un tornado, debe tener contacto tanto con el suelo como con la base de la nube. Sin embargo, los científicos aún no han formulado una definición completa del término; por ejemplo, hay desacuerdos respecto a si múltiples puntos de contacto con el suelo provenientes del mismo embudo constituyen diferentes tornados. El término «tornado» se refiere además al vórtice de viento, no a la nube de condensación.

### Nube embudo

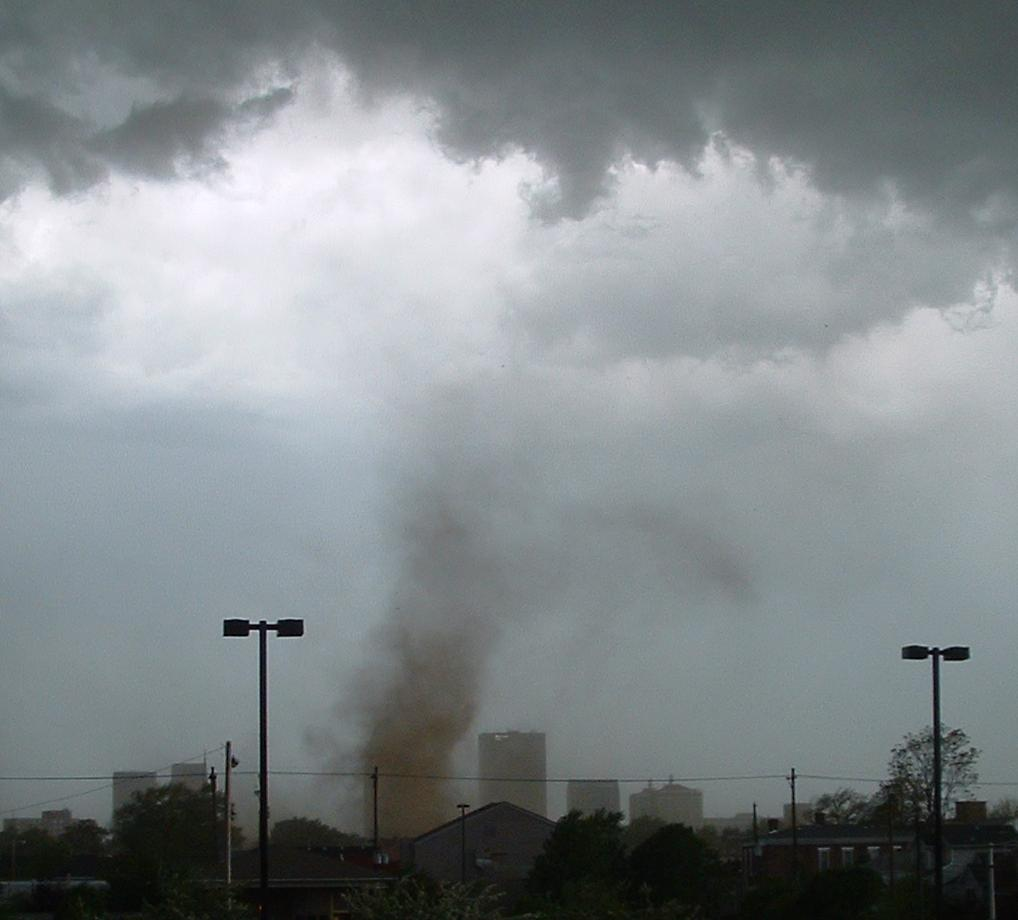
Este tornado incipiente no tiene nube embudo, sin embargo, la nube de polvo en rotación indica que hay fuertes vientos en la superficie, y por lo tanto es un tornado real. No obstante, en este caso específico hay que tener en cuenta que si no baja la nube embudo y se une a esa formación incipiente, no se le suele denominar tornado sino dust devil (en inglés) o diablo de polvo.

Un tornado no necesariamente es visible; sin embargo, la baja presión atmosférica que hay en su interior y que provoca la alta velocidad del viento —de acuerdo con el principio de Bernoulli—, así como su rápida rotación (debido al equilibrio ciclostrófico) generalmente causan que el vapor de agua en el aire se vuelva visible al condensarse en forma de gotas de agua, tomando la forma de una nube embudo o un embudo de condensación. Cuando una nube embudo se extiende por lo menos a la mitad de la distancia entre el suelo y la base de la nube —que suele ser de menos de dos kilómetros—, se le considera un tornado.
Hay ciertos desacuerdos sobre la definición de «nube embudo» y «embudo de condensación». De acuerdo con el Glossary of Meteorology, una nube embudo es cualquier nube en rotación que cuelga de una cúmulus o una cumulonimbus, y por lo tanto la mayor parte de los tornados quedan incluidos bajo esta definición. Entre muchos meteorólogos, una nube embudo se define estrictamente como una nube en rotación no asociada con fuertes vientos en la superficie, y un «embudo de condensación» es un término utilizado para cualquier nube que esté girando debajo de una nube cumuliforme.
Los tornados con frecuencia comienzan siendo nubes embudo sin fuertes vientos en la superficie, no obstante, no todas ellas se terminan convirtiendo en un tornado. De cualquier forma, muchos tornados son precedidos por una nube embudo. La mayor parte de ellos producen fuertes vientos en la superficie, mientras el embudo visible sigue estando apartado del suelo, por lo que es difícil distinguir la diferencia entre una nube embudo y un tornado a la distancia.

### Familias y oleadas
Ocasionalmente, una misma tormenta produce más de un tornado, ya sea simultáneamente o en sucesión. Múltiples tornados producidos por la misma tormenta son conocidos en conjunto como una familia de tornados.
En ocasiones, varios tornados se generan a partir del mismo sistema de tormentas. Si su actividad no se interrumpe, esto se considera una oleada de tornados, aunque existen varias definiciones. Un periodo que abarque varios días consecutivos con oleadas de tornados en la misma área (generadas por múltiples sistemas climáticos) es una secuencia de oleadas de tornados, también conocida como oleada de tornados extendida.

## Características

### Forma y dimensiones

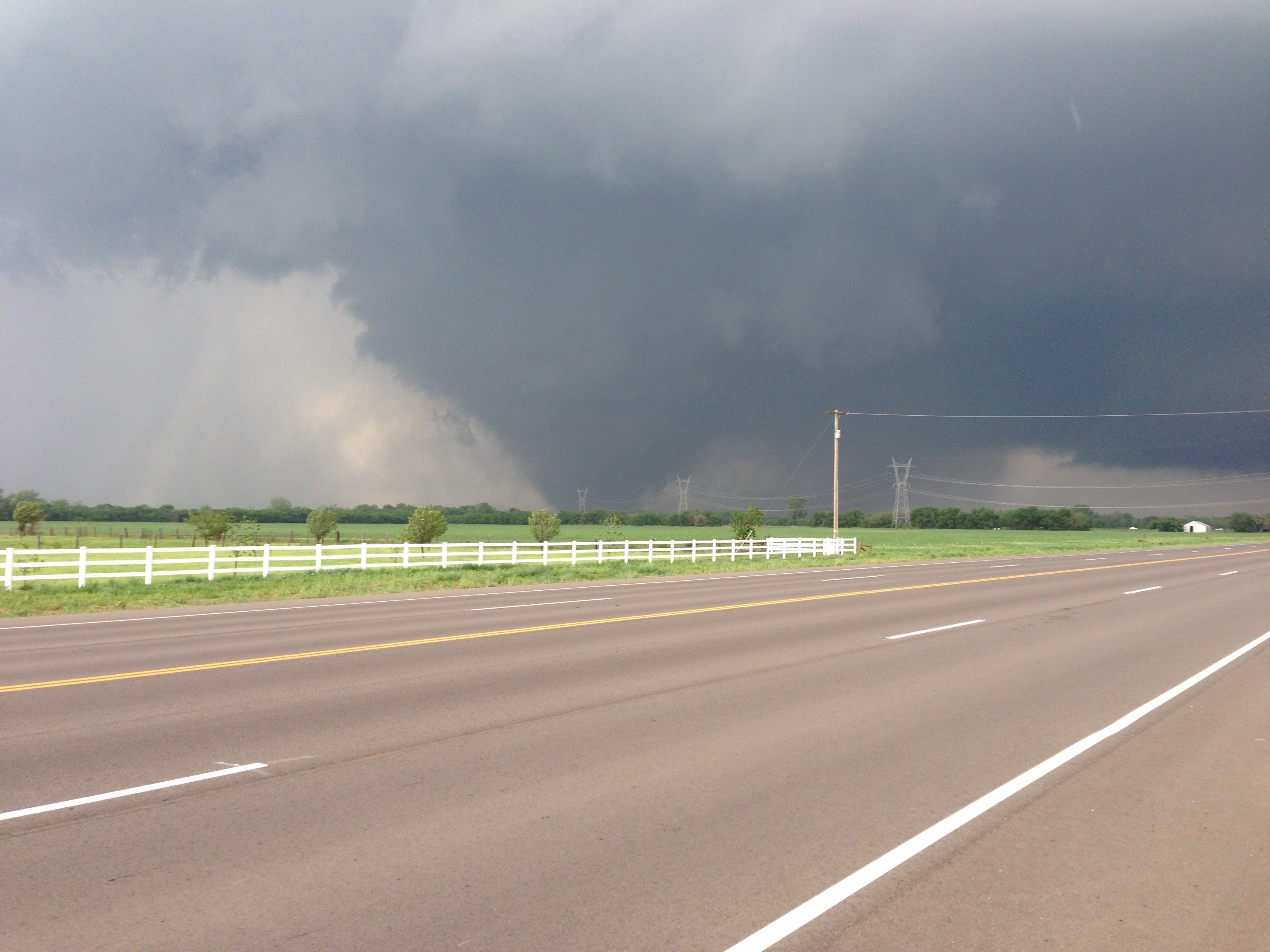
Un tornado en cuña en Moore, Oklahoma

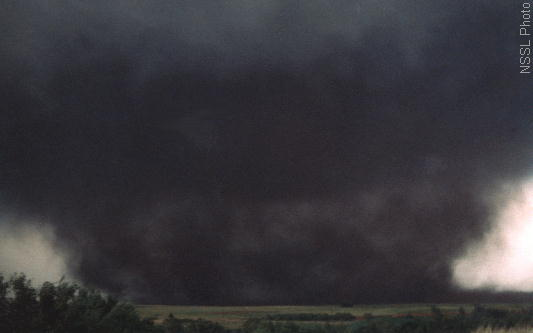
Un tornado en cuña de alrededor de 1.5 km de ancho en Binger, Oklahoma.

La mayoría de los tornados adoptan la forma de un estrecho embudo, de unos pocos cientos de metros de ancho, con una pequeña nube expansiva de desechos cerca del suelo, al menos, en su etapa inicial. Los tornados pueden quedar oscurecidos completamente por lluvia o polvo, y si es así, son particularmente peligrosos, puesto que incluso los meteorólogos experimentados podrían no verlos.
Los tornados, no obstante, se pueden manifestar de muchas formas y tamaños. Las pequeñas y relativamente débiles trombas terrestres, por ejemplo, no pueden verse más que como un pequeño torbellino de polvo sobre el suelo. Aunque el embudo de condensación puede no extenderse desde el suelo, si los vientos asociados en la superficie superan los 64 km/h, la circulación es considerada un tornado. Un tornado con una forma casi cilíndrica y altura relativamente baja en ocasiones es llamado en inglés stovepipe tornado (literalmente, «tornado conducto de estufa»). Los tornados grandes con un solo vórtice pueden verse como enormes cuñas enterradas en la tierra, y por lo tanto se les conoce como «tornados en cuña». Uno de estos tornados puede ser tan ancho que parezca ser un grupo de nubes oscuras, siendo incluso más ancho que la distancia entre la base de la nube y el suelo. Aún observadores de tormentas experimentados pueden tener dificultades para diferenciar un tornado en cuña y una nube baja a la distancia. Muchos de los tornados más grandes, aunque no todos, son en cuña.

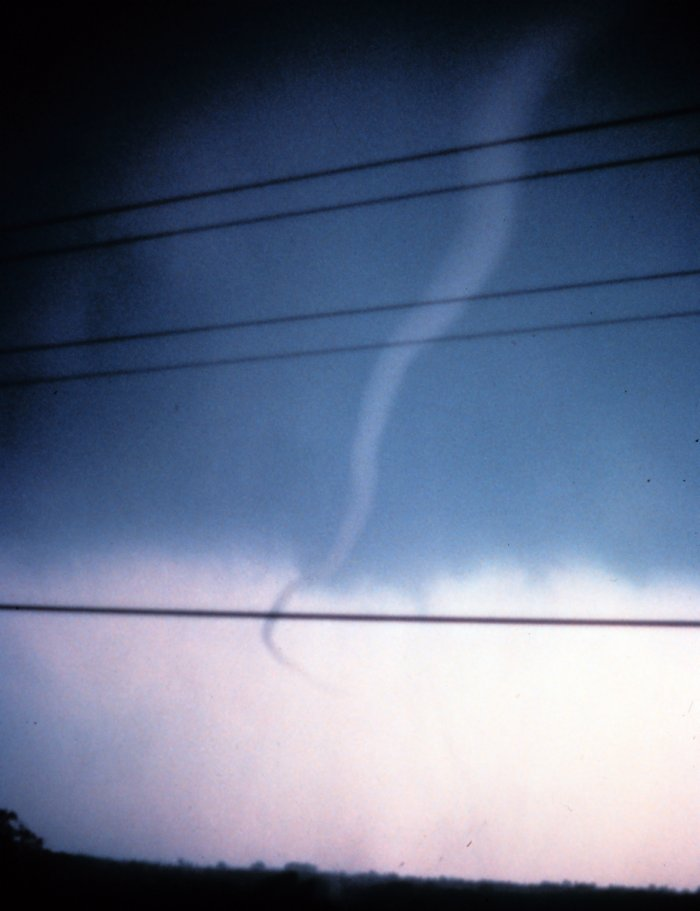
Un tornado en cuerda en su fase de disipación en Tecumseh, Oklahoma.

Los tornados en su etapa de disipación pueden parecer tubos estrechos o cuerdas, y con frecuencia se rizan o tuercen en formas complejas. Se dice que estos tornados están en su «fase de cuerda», o convirtiéndose en un «tornado en cuerda». Cuando toman esta forma, la longitud de su embudo se incrementa, lo que fuerza a los vientos dentro del mismo a debilitarse debido a la conservación del momento angular. Los tornados con múltiples vórtices, por su parte, pueden parecer una familia de remolinos girando alrededor de un centro común, o pueden quedar completamente oscurecidos por la condensación, el polvo y los desechos, aparentando ser un solo embudo.
En los Estados Unidos, en promedio los tornados miden cerca de 150 m de ancho y recorren unos 8 km en contacto con el suelo. De cualquier forma, hay un amplio rango de tamaños de tornados. Los tornados débiles, o los tornados fuertes en fase de disipación, pueden ser sumamente estrechos, a veces apenas con unos cuantos metros de ancho. Una vez se reportó un tornado que tenía una zona de destrucción de solamente 2 m de anchura. Por otro lado, los tornados en cuña pueden tener una zona de destrucción de 1.5 km de ancho, o incluso más. Un tornado que afectó Hallam, Nebraska, el 22 de mayo de 2004, llegó en un punto a medir 4 km de ancho al nivel del suelo.
En términos de longitud de su recorrido, el tornado triestatal de 1925 (Tri-State Tornado), que afectó partes de Misuri, Illinois e Indiana el 18 de marzo de 1925, oficialmente se mantuvo en contacto con el suelo continuamente por 352 km. Muchos tornados que aparentan tener recorridos de 160 km o más en realidad son una familia de tornados formados rápidamente de forma sucesiva; no obstante, no hay pruebas concretas de que esto ocurriera en el caso del Tornado Triestatal.

### Apariencia
Los tornados pueden ser de una gran variedad de colores, dependiendo del ambiente en el que se formen. Aquellos que se desarrollan en un entorno seco pueden ser prácticamente invisibles, apenas distinguibles sólo gracias a los desechos en circulación en la base del embudo. Los embudos de condensación que levantan pocos desechos o no los levantan pueden ser grises o blancos. Al viajar por encima de un cuerpo de agua, como lo hacen las trombas marinas, pueden volverse muy blancos o hasta azules. Los embudos que se mueven lentamente, consumiendo grandes cantidades de desechos y tierra, generalmente son más oscuros, tomando el color de los desechos. Por su parte, los tornados en las Grandes Llanuras pueden volverse rojos debido al tinte rojizo de la tierra, y los tornados en zonas montañosas pueden viajar sobre terrenos cubiertos de nieve, volviéndose de un blanco brillante.

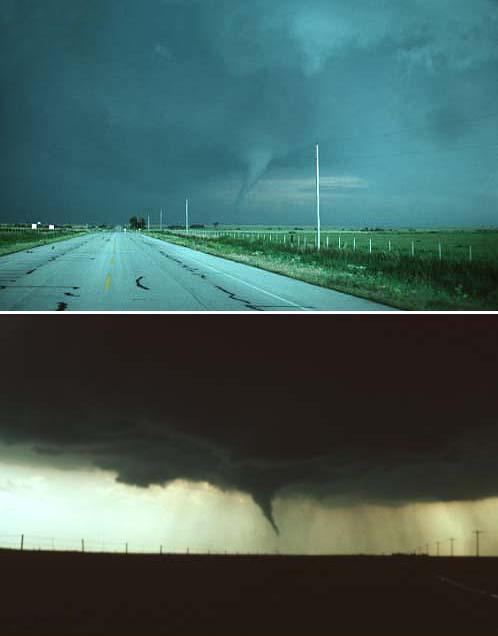
Fotografía del tornado de Waurika, Oklahoma del 30 de mayo de 1976, tomadas casi al mismo tiempo por dos fotógrafos. En la foto superior, el tornado está iluminado de frente, con el sol detrás de la cámara, por lo que el embudo se ve casi blanco. En la imagen inferior, donde la cámara está viendo hacia la dirección opuesta, el tornado queda iluminado por su parte trasera, con el sol detrás de las nubes, dándole un aspecto oscuro.

Un factor importante que determina la apariencia de un tornado son las condiciones de iluminación. Un tornado que esté siendo iluminado por su parte posterior (visto con el sol detrás de él) se ve muy oscuro. El mismo tornado, visto con el sol a espaldas del observador, puede verse gris o blanco brillante. Los tornados que se forman durante el ocaso pueden ser de muchos colores diferentes, presentando tonos de amarillo, anaranjado y rosa.
Algunos factores que pueden reducir la visibilidad de los tornados son el polvo levantado por los vientos de la tormenta, fuerte lluvia o granizo y la oscuridad de la noche. Los tornados que ocurren bajo estas condiciones son particularmente peligrosos, ya que solamente observaciones de un radar meteorológico, o posiblemente el ruido que producen al aproximarse, sirven como advertencia para aquellos que se encuentran en su camino. De cualquier forma, la mayoría de los tornados fuertes se forman sobre la base de la corriente ascendente de la tormenta, la cual está libre de lluvia, permitiendo que sean visibles. Además, la mayoría de los tornados ocurren durante la tarde, cuando el sol puede penetrar incluso las nubes más densas. De igual forma, los tornados nocturnos generalmente son iluminados debido a la frecuente aparición de rayos.
Hay evidencias, incluyendo imágenes de radares móviles Doppler on Wheels e informes de testigos, de que la mayoría de los tornados tienen un centro despejado y calmado donde la presión es extremadamente baja, de forma semejante al ojo de los ciclones tropicales. Esta área estaría despejada (posiblemente llena de polvo), con vientos relativamente calmados, y sería muy oscura, ya que la luz sería bloqueada por los escombros girando en el exterior del tornado. Aquellos que aseguran haber visto el interior de un tornado dicen haberlo logrado gracias a la iluminación de un rayo.

### Rotación
Los tornados están formados por dos tipos de movimientos verticales del aire: uno anticiclónico con giro horario, formado por el aire frío y seco que desciende disminuyendo su radio y por lo tanto, aumentando su velocidad de giro y haciéndose visible al llegar al suelo (por la nube de polvo, hojas y otros objetos) y otro ascendente, que constituye un área ciclónica, cuyo radio de acción va aumentando en espiral al ir ascendiendo en sentido contrario a las agujas del reloj en el hemisferio norte, y en el sentido de las agujas del reloj en el hemisferio sur. Al contrario de lo que sucede con la especie de embudo anticiclónico descendente, a medida que asciende el aire caliente se va ensanchando, con lo que pierde velocidad y, obviamente, energía. Las superceldas y los tornados giran ciclónicamente en simulaciones numéricas incluso cuando el efecto Coriolis es ignorado Los tornados y mesociclones de bajo nivel deben su rotación a procesos complejos dentro de la supercelda y el medio ambiente. Esta es la fase del tornado que es fácilmente visible, ya que al aumentar su altura y enfriarse, en la columna de aire ascendente se condensa el vapor de agua que contiene formando una nube embudo que aumenta su diámetro al elevarse aunque, en contrapartida, también disminuye su velocidad de giro.

## Los tornados y el efecto Coriolis
No obstante lo que se ha indicado, tanto la rotación ascendente hacia la izquierda en el hemisferio norte como la descendente hacia la derecha también en el hemisferio norte, así como la formación de los tornados tipo cuerda y su desplazamiento en su trayectoria superficial se deben al efecto de Coriolis. Ello se debe a la gran dimensión vertical de los tornados, en comparación con su anchura en la superficie: la velocidad de rotación terrestre a los 30° de latitud es de 404 m/s como señala Antonio Gil Olcina. Como resulta lógico, esta velocidad genera un efecto intenso en la superficie, donde la fricción hace girar la columna de aire hacia la derecha (de nuevo en el hemisferio norte) mientras que en altura, dicha velocidad es mucho menor al tener la columna o embudo un diámetro mucho mayor.
Todos los tornados comienzan girando en dirección anticiclónica y están formados por una corriente vertical de aire frío y seco que desciende en forma de una espiral que va disminuyendo su radio de giro al ir bajando, con lo que aumenta considerablemente su velocidad de rotación y da origen en compensación, a una espiral ascendente de aire caliente y seco pero que forma rápidamente una nube embudo al enfriarse rápidamente ese aire girando de manera ciclónica, es decir, antihoraria en el hemisferio norte y horaria en el hemisferio sur (mirando desde arriba). La existencia de dos torbellinos simultáneos girando en sentido opuesto en el mismo punto es lo que explica la asimetría de un tornado: siempre tiene una parte abierta, sin nube de condensación a baja altura (por donde desciende el aire frío y seco) y otra por donde asciende el aire caliente y húmedo que, finalmente, puede alcanzar la nube formando una nube embudo por el aumento del diámetro de giro. Generalmente, sólo sistemas tan débiles como las trombas terrestres, los remolinos de arena y los gustnados pueden rotar anticiclónicamente, y usualmente sólo lo hacen aquellos que se forman en el lado anticiclónico de la corriente descendente del flanco trasero en una supercelda ciclónica. No obstante, en raros casos, los tornados anticiclónicos se forman en asociación con el mesoanticiclón de una supercélula anticiclónica —de la misma forma que un típico tornado ciclónico— o como un tornado acompañante, ya sea como un tornado satélite o asociado con circulaciones anticiclónicas dentro de una supercelda.

### Sonido y sismología
Los sonidos producidos por un tornado son provocados por múltiples mecanismos. A lo largo del tiempo se han reportado varios sonidos producidos por tornados, frecuentemente comparados con sonidos familiares para los testigos y generalmente como alguna variación de un estruendo. Sonidos que son reportados con frecuencia incluyen un tren de carga, rápidos o cascadas, un motor a reacción o combinaciones de estos. Muchos tornados no son audibles a gran distancia; la naturaleza y distancia de propagación del sonido depende de las condiciones atmosféricas y la topografía.
Los vientos del vórtice del tornado y de los turbulentos remolinos constituyentes, así como la interacción de las corrientes de aire con la superficie y los desechos, contribuyen a la creación de sonidos. Las nubes embudo también producen sonidos. Se ha reportado que las nubes embudo y pequeños tornados hacen sonidos como de chiflidos, aullidos, murmullos o zumbidos de innumerables abejas, o electricidad, mientras que también se reporta que muchos tornados producen un ruido sordo grave y continuo, o un sonido irregular.
Ya que muchos tornados son audibles únicamente cuando están muy cerca, el ruido no es una advertencia fiable de un tornado. Además, cualquier viento fuerte, incluso una granizada intensa o el continuo tronar de rayos en una tormenta eléctrica, pueden producir un estruendo similar al de los tornados.
Los tornados también producen marcas infrasónicas inaudibles. A diferencia de las audibles, las marcas inaudibles de los tornados han sido aisladas; debido a la propagación a larga distancia de las ondas sonoras de baja frecuencia, se está intentando desarrollar aparatos para la predicción y detección de tornados que además sirvan para comprender su morfología, dinámica y formación. Los tornados además producen una marca sísmica detectable, y continúan las investigaciones para aislarla y entender su proceso.

### Electromagnetismo, rayos y otros efectos
Los tornados emiten en el espectro electromagnético, y se han detectado emisiones de señales radio atmosféricas y de campo eléctrico. También se han observado correlaciones entre tornados y patrones de la actividad de los rayos. Las tormentas tornádicas no contienen más rayos que otras tormentas y algunas celdas tornádicas nunca los producen. Generalmente, la actividad de rayos que van de la nube al suelo (cloud-to-ground, o CG) decrece cuando un tornado alcanza la superficie y regresa a su nivel normal cuando el tornado se disipa. En muchos casos, tornados y tormentas eléctricas de gran intensidad exhiben un incremento y dominancia anómala de polaridad positiva en las descargas de tipo CG. El electromagnetismo y los rayos tienen poco o nada que ver directamente con aquello que provoca la aparición de tornados (ya que estos son básicamente un fenómeno termodinámico), aunque posiblemente hay conexiones con la tormenta y el ambiente afectando a ambos fenómenos.
En el pasado se ha reportado presencia de luminosidad, y es probable que se deba a confusión en las identificaciones con fuentes luminosas externas como rayos, luces urbanas y destellos de instalaciones eléctricas dañadas, ya que las fuentes internas rara vez son reportadas y no se sabe que hayan sido documentadas. Además de los vientos, los tornados también presentan cambios en variables atmosféricas como temperatura, humedad y presión. Por ejemplo, el 24 de junio de 2003, cerca de Mánchester (Dakota del Sur), una investigación registró un déficit de presión de 100 mbar. La presión disminuyó gradualmente a medida que el vórtice se acercaba y luego bajó extremadamente rápido a 850 mbar en el centro del violento tornado antes de aumentar rápidamente al alejarse el vórtice, resultando en una gráfica de la presión en forma de «V». Al mismo tiempo, la temperatura tiende a decrecer y el contenido de humedad a aumentar en la vecindad de un tornado.

## Ciclo de vida

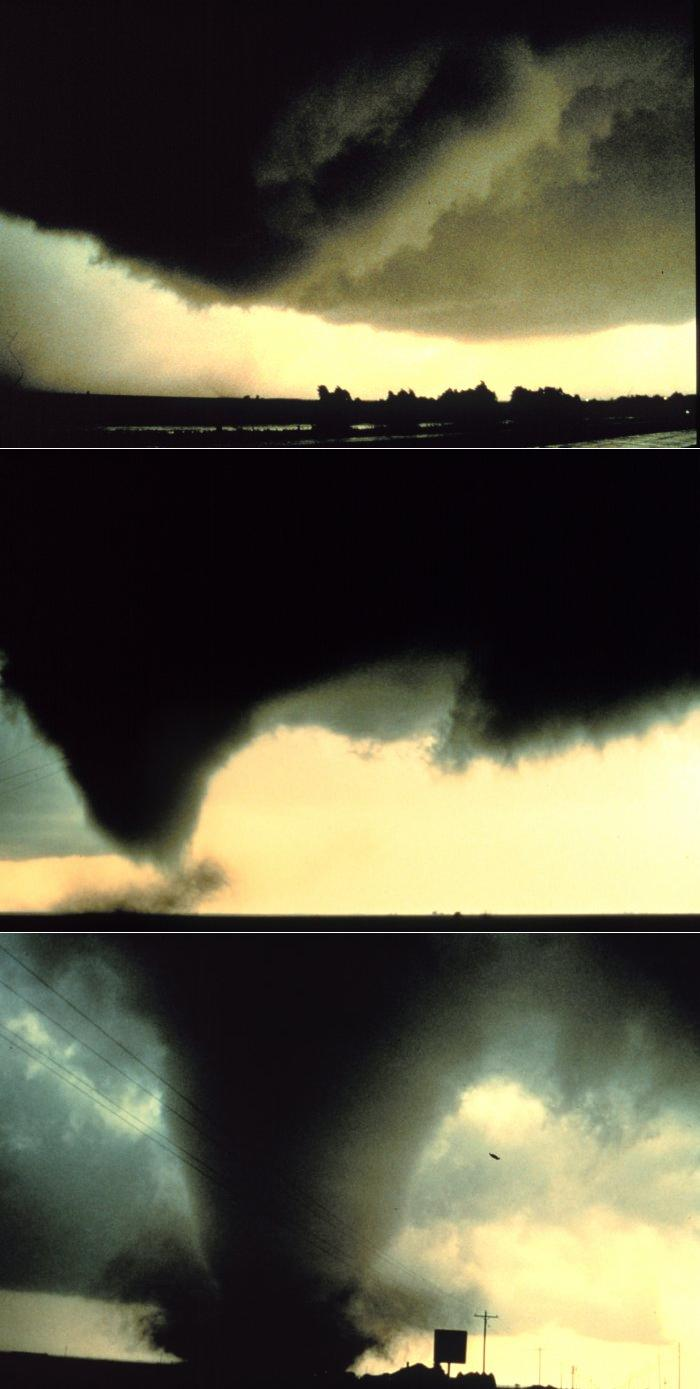
Esta secuencia de imágenes muestra el nacimiento de un tornado. Primero, se forma el torbellino con aire seco y frío que desciende del borde de la nube en una espiral con sentido horario. Los efectos de este torbellino pueden verse en la nube de polvo en el suelo en las tres imágenes: en la imagen superior, se observa la nube de polvo levantada por la espiral en sentido horario formada por una columna de aire frío, pesado y seco. A su vez, dicho torbellino genera posteriormente una espiral ascendente en sentido antihorario, espiral que da origen al enfriamiento del aire y a la condensación formando el embudo nuboso que se inicia en la imagen intermedia y que se desarrolla finalmente en la imagen inferior, cuando las dos columnas girando en sentido inverso coinciden para constituir la fase más destructiva del tornado. En dicha imagen inferior se sigue viendo la columna de aire descendente, de color claro, formada por polvo y deshechos del suelo, girando en sentido horario y la columna ascendente de color gris oscuro, más cálida y húmeda que, al subir, va haciéndose más ancha (y por lo tanto, disminuyendo su velocidad), hasta que se une a la nube-embudo que baja de la nube mayor por el centro, aprovechando el punto en el suelo con menor presión atmosférica (recordemos que el viento se desplaza de la zona con mayor presión atmosférica en la parte superior de la nube, hacia la parte inferior, donde se enlaza con la columna ascendente. Este tornado, formado cerca de Dimmitt, Texas, fue uno de los tornados violentos mejor observados en la historia.

### Relación con la supercelda
Muchos tornados se desarrollan a partir de un tipo de tormentas conocidas como superceldas. Las superceldas contienen mesociclones, que son un área de rotación organizada de aire que se localiza en la atmósfera, de entre 2 a 10 km de ancho. Además de tornados, son comunes en tales tormentas lluvias intensas, rayos, fuertes ráfagas de viento y granizo. Si bien la mayoría de los tornados, particularmente los más fuertes (del EF3 al EF5 según la Escala Fujita-Pearson), se derivan de superceldas, también algunos se pueden formar a partir de otras circulaciones de aire, y por lo tanto son denominados tornados no supercelulares. Este tipo de tornados, no obstante, suelen ser de menor intensidad.

### Formación
La mayor parte de los tornados originados en superceldas siguen un ciclo de vida reconocible. Este comienza con el origen de la propia supercelda, que se da cuando una corriente de aire frío y seco desciende desde lo alto de una nube (generalmente, desde la parte de atrás) para compensar el aire cálido que asciende por el frente para ir incrementando las dimensiones de la propia nube. Al ser más pesado el aire frío, se producen capas de aire inestable donde el aire frío desciende y obliga al aire caliente a ascender, creando la tormenta. Si las diferencias de temperatura son lo suficientemente grandes, el descenso del aire frío se puede dar en forma de remolino, invisible por ser de aire seco: se vuelve visible cuando al llegar al suelo comienza a levantar polvo, hojas y otros objetos. Este aire que desciende, llamado corriente descendente del flanco trasero (RFD, por sus siglas en inglés), acelera al irse acercando al suelo, y arrastra consigo al mesociclón de la supercelda hacia él. Las corrientes ascendentes, por su parte, atraen el aire a su alrededor, aumentando la rotación y convirtiéndose en una columna estrecha, conocida como nube embudo, que va aumentando su diámetro y disminuyendo su velocidad de giro a medida que se eleva.
Al descender una columna de aire frío y seco con un giro anticiclónico, es decir, con giro horario (procedente de la parte superior de una nube de desarrollo vertical) hacia el suelo por la mayor densidad del aire frío, comienza a formarse un embudo de condensación (visible por la condensación del aire húmedo al ascender) en sentido contrario (es decir, ciclónico), que viene a compensar la pérdida de masa nubosa que descendió previamente formando la nube pared en rotación. Al ir descendiendo el embudo anticiclónico (RFD) y llegar al suelo, se crea un frente de ráfagas que puede causar daños a una buena distancia del tornado. Usualmente, la nube embudo se convierte en un tornado muy poco después de que la RFD toque el suelo.

### Madurez
Inicialmente, el tornado cuenta con una buena fuente de aire caliente y húmedo que ingresa en él para darle energía, por lo que crece hasta que alcanza su etapa madura. Esto puede durar unos pocos minutos o más de una hora, y es durante este tiempo que el tornado generalmente causa el mayor daño y sus dimensiones llegan al máximo, pudiendo llegar a medir en algunos casos más de 1.5 km de ancho. Mientras tanto, la RFD, que en esta etapa es un área de vientos superficiales fríos, comienza a colocarse alrededor del tornado, interrumpiendo el flujo de aire caliente que lo alimenta.

### Disipación

Demostración de una supercélula

Cuando la RFD envuelve completamente al tornado y le corta el suministro de aire, el vórtice comienza a debilitarse, y se vuelve delgado, semejante a una cuerda. Esta es la fase de disipación, que normalmente no dura más de unos pocos minutos, y tras la cual el tornado se esfuma. Durante esta etapa la forma del tornado depende en gran medida de los vientos de la tormenta principal, lo que puede hacer que tome formas inusuales. A pesar de que el tornado está desapareciendo, todavía es capaz de causar daño. Al convertirse en un tubo delgado, de la misma forma que un patinador recoge los brazos para girar más rápido, los vientos pueden incrementar su velocidad en este punto.
Habiendo entrado el tornado en su etapa de disipación, su mesociclón asociado por lo general también se debilita, debido igualmente a que la RFD corta el flujo de aire que lo alimenta. Al disiparse el primer mesociclón y su tornado asociado, el flujo de la tormenta puede concentrarse en una nueva área más cerca de su centro. Si un nuevo mesociclón se forma, el ciclo puede repetirse, produciendo uno o más tornados nuevos. Ocasionalmente, el viejo mesociclón y el nuevo producen tornados al mismo tiempo.
Aunque esta teoría acerca de cómo surgen, se desarrollan y desaparecen los tornados es ampliamente aceptada, no explica la formación de tornados más pequeños, como las trombas terrestres o los tornados con múltiples vórtices. Todos ellos tienen diferentes mecanismos que influencian su desarrollo, no obstante, la mayoría siguen un patrón similar al aquí descrito.

## Tipos

### Tornados verdaderos

#### Tornado de vórtices múltiples

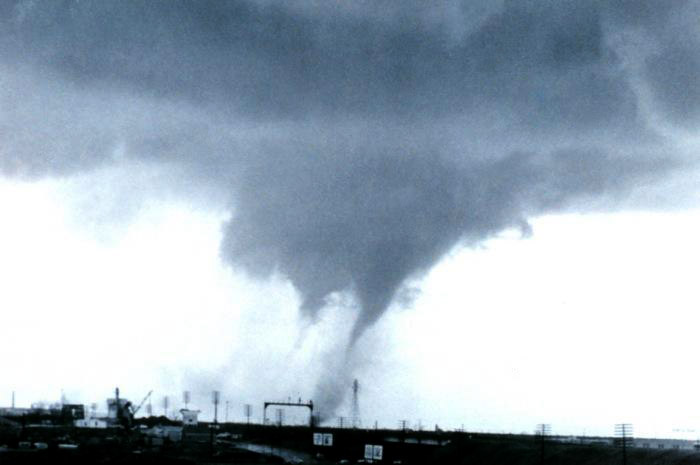
Un tornado de vórtices múltiples en las afueras de Dallas, Texas, el 2 de abril de 1957.

Un tornado de vórtices múltiples o tornado multivórtice es un tipo de tornado en el cual dos o más columnas de aire en movimiento giran alrededor de un centro común. Las estructuras multivórtices pueden presentarse en casi cualquier circulación de aire, pero se las observa frecuentemente en tornados intensos. Estos vórtices generalmente crean pequeñas áreas que causan mayor daño a lo largo de la trayectoria del tornado principal. Este fenómeno es distinto al tornado satélite, el cual es un tornado más débil que se forma muy cerca de otro tornado más grande y fuerte, contenido dentro del mismo mesociclón. El tornado satélite aparenta «orbitar» alrededor del tornado mayor (de ahí el nombre), asemejándose a un tornado multivórtice. No obstante, el tornado satélite es una circulación distinta, y es mucho más pequeño que el embudo principal.

#### Tromba marina

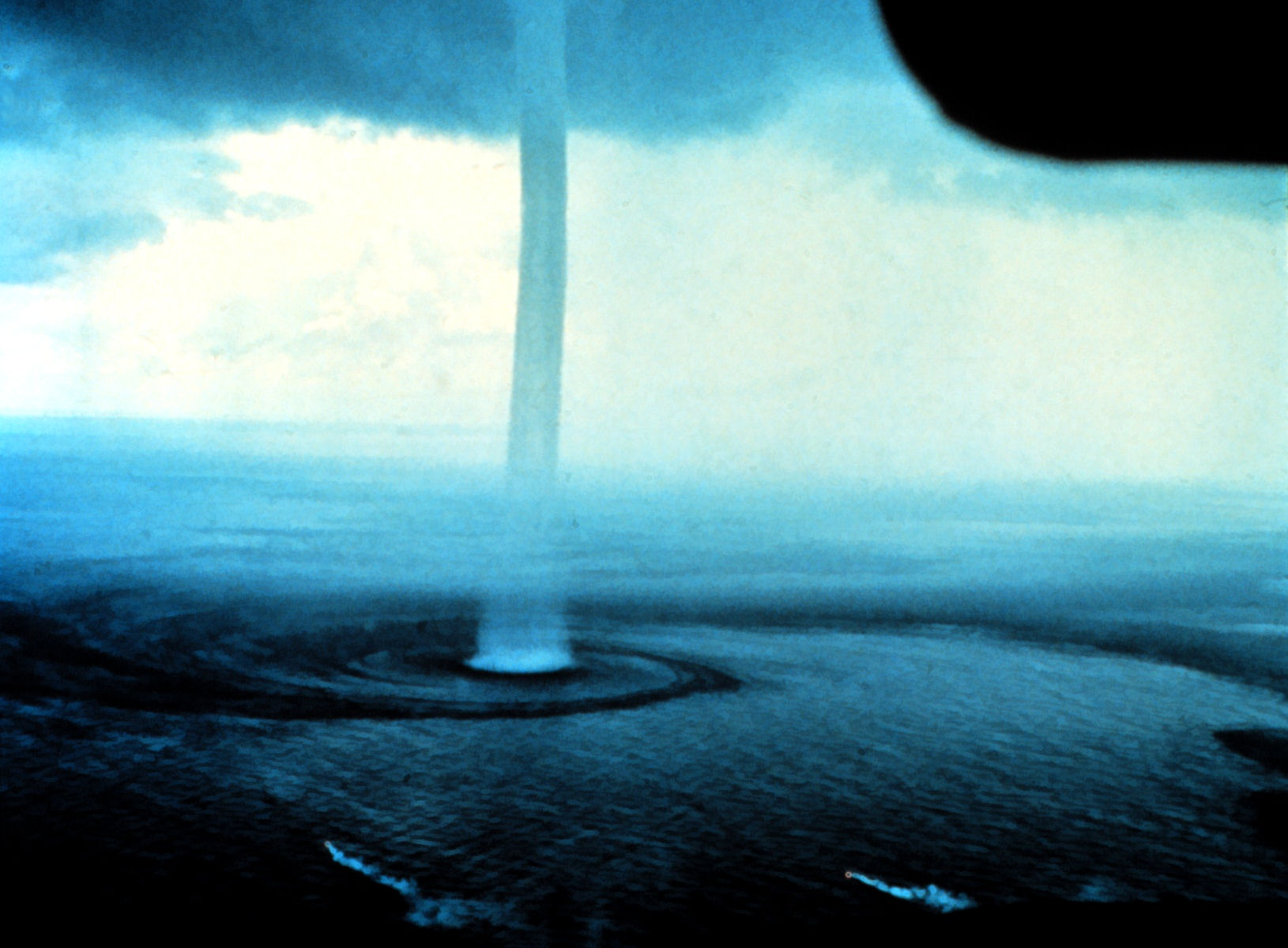
Una tromba marina cerca de los cayos de la Florida.

La tromba marina o manga de agua es simplemente un tornado que se encuentra sobre el agua. No obstante, los investigadores generalmente distinguen las trombas marinas tornádicas de las no tornádicas. Las trombas marinas no tornádicas son menos fuertes pero mucho más comunes, y son similares en su dinámica a los llamados remolinos de polvo y a las trombas terrestres. Se forman en las bases de nubes cumulus congestus en aguas tropicales y subtropicales. Tienen vientos relativamente débiles, paredes lisas con flujo laminar y generalmente viajan muy lentamente, si es que lo hacen. Comúnmente ocurren en los cayos de la Florida, el Río de la Plata, el Río Paraná y al norte del mar Adriático. En contraste, las trombas marinas tornádicas son literalmente «tornados sobre el agua». Se forman sobre ella de manera similar a los tornados mesociclónicos, o bien son tornados terrestres que llegan al agua. Ya que se forman a partir de tormentas fuertes y pueden ser mucho más intensas, rápidas y de mayor duración que las trombas no tornádicas, se les considera más peligrosas.

#### Tromba terrestre
Una tromba terrestre, también llamada tornado no supercelular, tornado o embudo nuboso o, por su nombre en inglés, landspout, es un tornado que no está asociado con un mesociclón. Su nombre proviene de su denominación como una «tromba marina no tornádica sobre tierra». Las trombas marinas y las terrestres comparten varias características distintivas, incluyendo su relativa debilidad, corta duración y un embudo de condensación liso y de pequeñas dimensiones que con frecuencia no toca el suelo. Estos tornados también crean una distintiva nube laminar de polvo cuando hacen contacto con el suelo, debido a que su mecánica es diferente a la de los tornados mesoformes. Aunque generalmente son más débiles que los tornados clásicos, pueden producir fuertes vientos que igualmente son capaces de causar graves daños.

### Circulaciones semejantes a tornados

#### Gustnado
Un gustnado (término que proviene de gust front tornado, es decir, «tornado de frente de ráfagas») es un pequeño remolino vertical asociado con un frente de ráfagas o una ráfaga descendente. Ya que técnicamente no están conectados con la base de una nube, existe cierto debate sobre si los gustnados son tornados. Se forman cuando un flujo de aire frío, seco y rápido proveniente de una tormenta se encuentra con una masa de aire caliente, húmedo y estacionario cerca del límite del flujo, resultando en un efecto de «redondeamiento» (ejemplificado a través de una nube en rodillo). Si la cizalladura del viento en los niveles inferiores es lo suficientemente fuerte, la rotación puede volverse horizontal o diagonal y hacer contacto con el suelo. El resultado es un gustnado.

#### Remolino de polvo

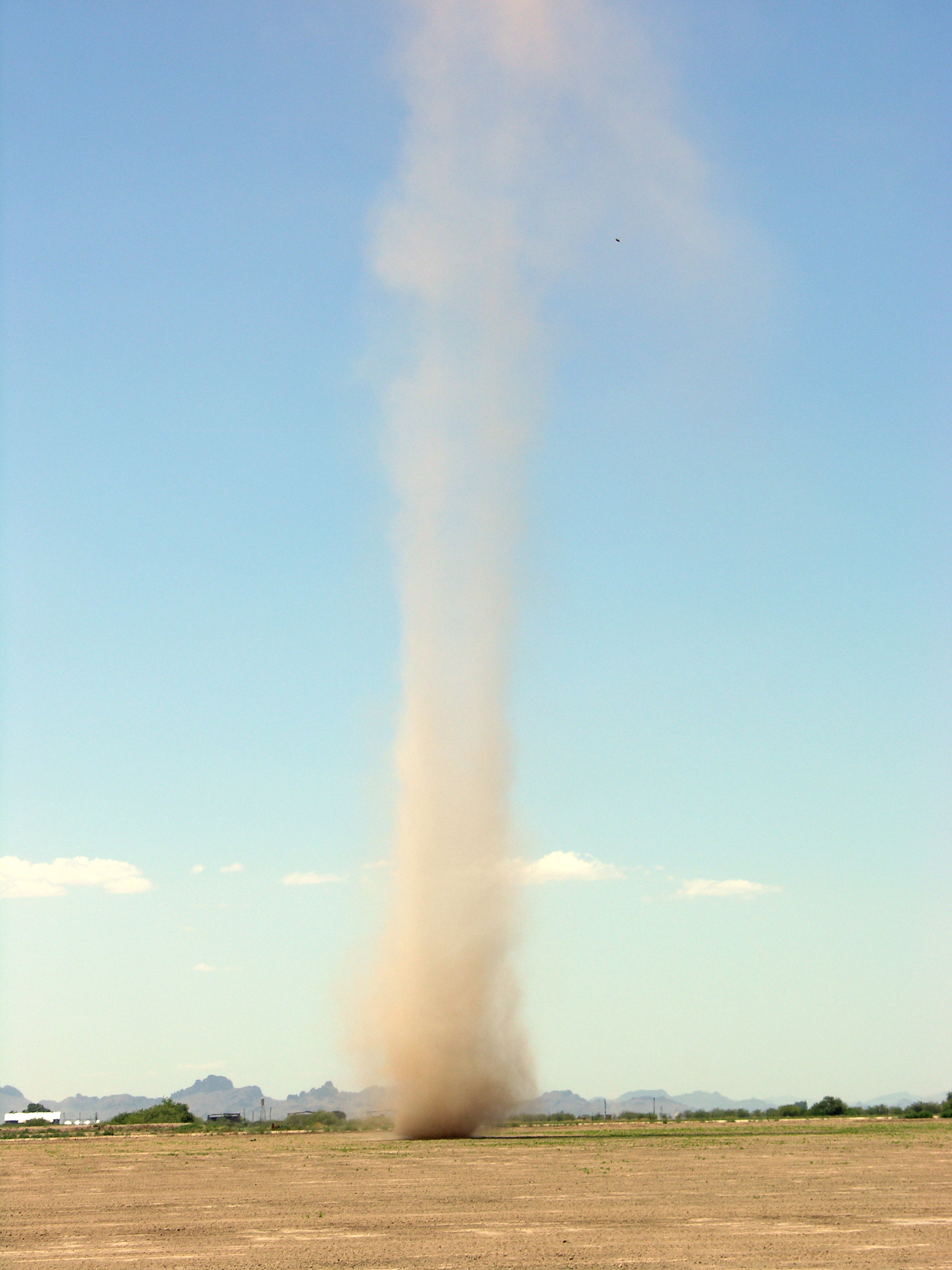
Un remolino de polvo.

Un remolino de polvo o remolino de arena y polvo, conocido en inglés como dust devil (traducido literalmente como «demonio de polvo») se parece a un tornado en que es una columna de aire vertical en rotación. No obstante, se forman bajo cielos despejados y rara vez alcanzan la fuerza de los tornados más débiles. Se desarrollan cuando una fuerte corriente de aire descendente llega al suelo provocando un remolino en sentido horario (de nuevo, en el hemisferio norte) que levanta polvo, hojas y otros objetos pudiendo llegar a ocasionar daños de escasa o mediana importancia a viviendas y otras obras de infraestructura. El hecho de que se formen en días despejados es suficiente muestra del carácter anticiclónico de este fenómeno. La atmósfera despejada indica estabilidad meteorológica (sin nubes, como puede verse en ambas imágenes). Lo que sucede es que el contacto del aire frío descendente con el suelo muy caliente por la radiación solar genera automáticamente un calentamiento de ese aire frío, con el proceso de convección consiguiente y que suele enfriarse también muy rápidamente al alcanzar cierta altura. Corresponde a esos días de  comienzos de primavera en que la temperatura de aire es bastante fría pero la radiación solar es muy intensa. Tanto en la imagen de la izquierda como en el vídeo de la derecha se pueden ver las características de un remolino de polvo: cielos despejados y rotación o giro horario (anticiclónico), es decir, de izquierda a derecha por estar en el hemisferio norte. Dicho tipo de giro es evidente en el caso del vídeo y a pesar de esa evidencia, todavía no se ha comprendido bien el origen y la dinámica de los tornados, que, como sucede con todos los tipos de ciclones, constan de dos columnas de aire, una descendente o subsidente y otra ascendente o convectiva. Y todos los fenómenos ciclónicos tienen la misma estructura y el mismo desarrollo. Las variaciones entre un fenómeno y otro (tornado, gustnado, torbellino de polvo, tromba terrestre, etc.) son cuestiones de diferencias meteorológicas y de la escala de las mismas.

#### Remolino de fuego
Aquellas circulaciones que se desarrollan cerca de incendios forestales reciben el nombre de remolinos o torbellinos de fuego. No se les considera tornados salvo en el raro caso de que se conecten a una nube pyrocumulus o a otra nube cumuliforme sobre ellos. Los remolinos de fuego por lo general no son tan fuertes como los tornados relacionados con tormentas. Sin embargo, pueden causar daños considerables.

#### Remolino de vapor
Un remolino de vapor, en inglés llamado steam devil («diablo de vapor») es un término que se utiliza para describir a una corriente ascendente en rotación que implica vapor o humo. Un remolino de vapor es muy raro, pero se forma principalmente a partir de humo emitido por las chimeneas de una central de energía. Las aguas termales y los desiertos también pueden ser zonas aptas para la formación de un remolino de vapor. Este fenómeno puede ocurrir sobre el agua, cuando el frío aire ártico se encuentra con agua relativamente cálida.

## Intensidad y daño

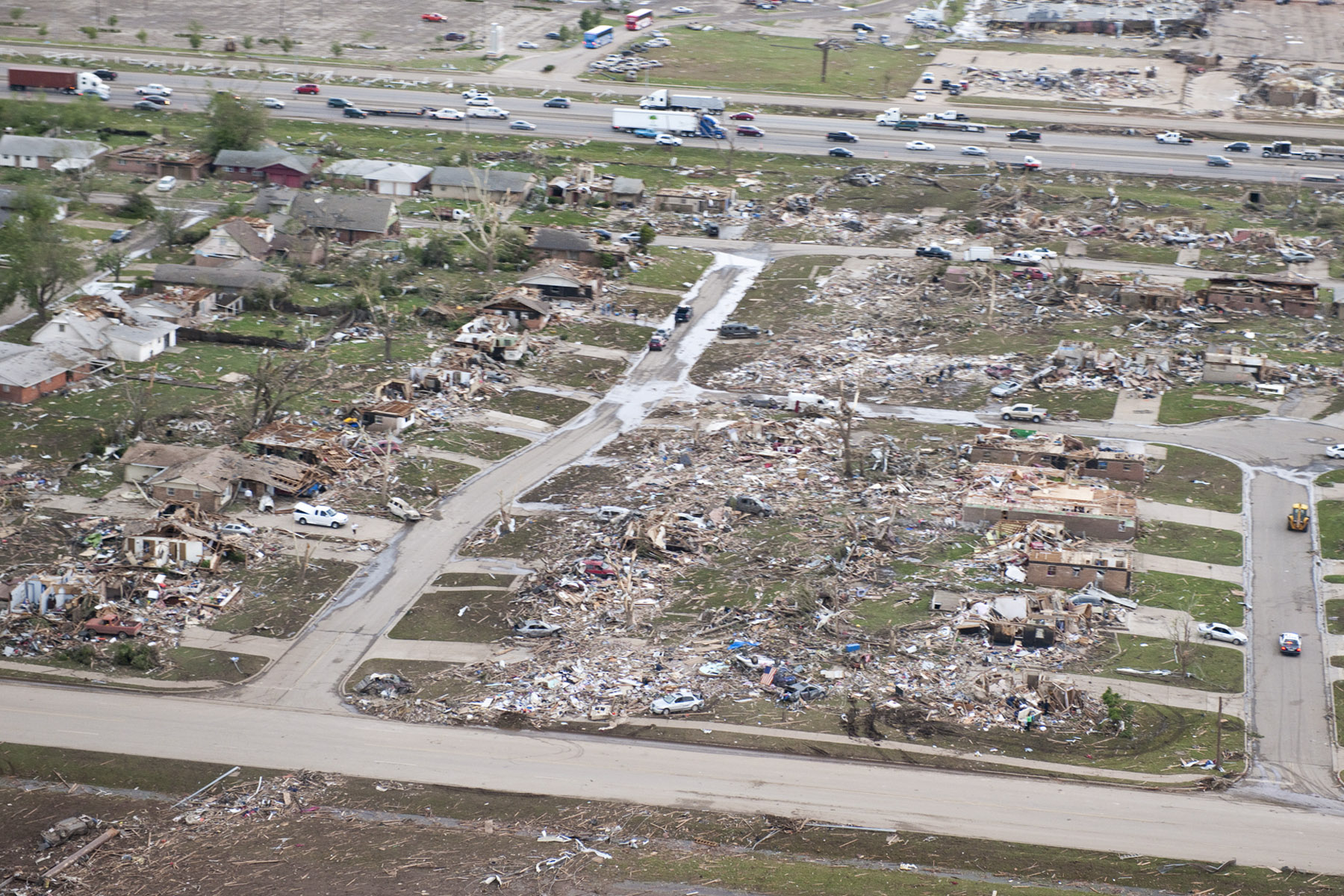
Un ejemplo del daño causado por un tornado EF5

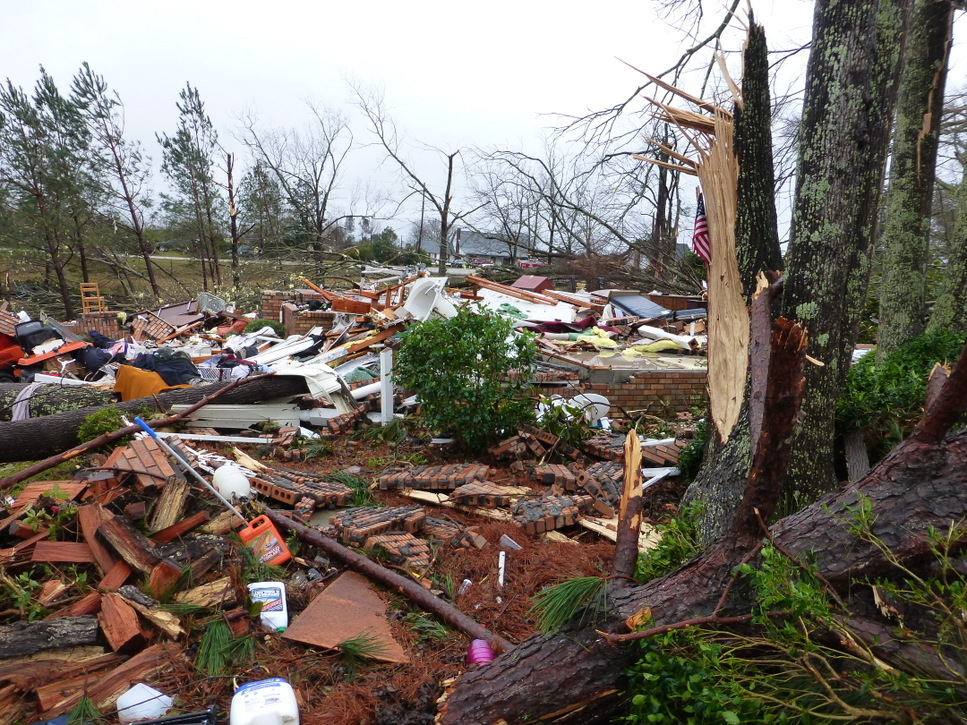
Un ejemplo del daño causado por un tornado EF4

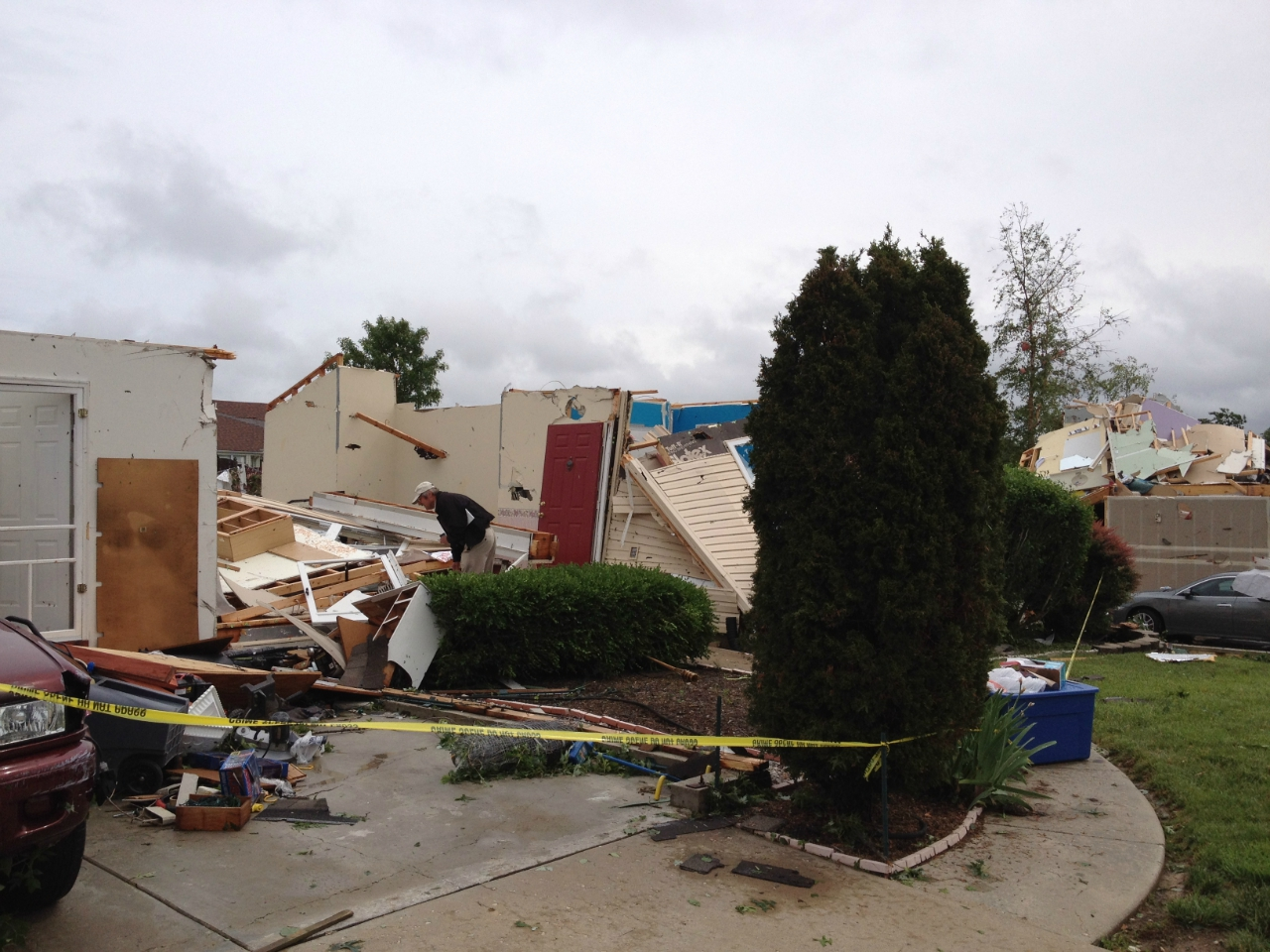
Un ejemplo del daño causado por un tornado EF3

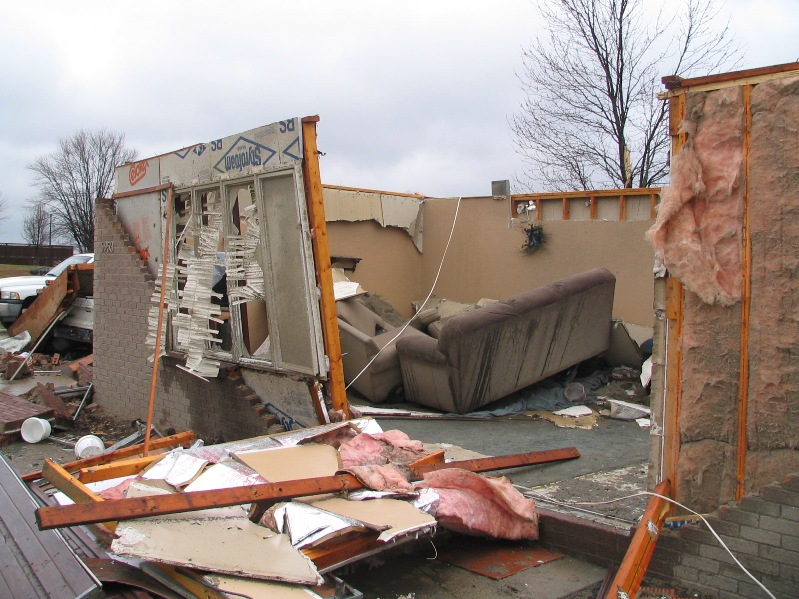
Un ejemplo del daño causado por un tornado EF2

La escala Fujita-Pearson y la llamada Escala Fujita mejorada  clasifican a los tornados según el daño causado. La escala mejorada (EF por sus siglas en inglés) fue un perfeccionamiento de la vieja escala Fujita, usando estimaciones de vientos y mejor descripción de los daños; sin embargo, fue diseñada para que un tornado clasificado según la escala Fujita recibiera el mismo rango numérico, y fue implementada comenzando en los Estados Unidos en 2007. Un tornado EF0, el más débil según la escala, posiblemente dañe árboles pero no estructuras, mientras que un tornado EF5, el más fuerte, puede arrancar edificios de sus cimientos dejándolos descubiertos e incluso deformar rascacielos. La similar escala TORRO va de T0 para tornados extremadamente débiles a T11 para los tornados más poderosos que se conocen. Datos obtenidos de un radar de impulsos Doppler, la fotogrametría y los patrones en el suelo (marcas cicloidales) igualmente pueden ser analizados para determinar la intensidad y otorgar un rango.
Los tornados varían en intensidad sin importar su forma, tamaño y localización, aunque los tornados fuertes generalmente son más grandes que los débiles. La relación con la longitud de su recorrido y duración también varía, aunque los tornados con mayor recorrido tienden a ser más fuertes. En el caso de tornados violentos, solo presentan gran intensidad en una porción del recorrido, buena parte de esta intensidad proviniendo de subvórtices.
En los Estados Unidos, el 80 % de los tornados son clasificados como EF0 y EF1 (de T0 a T3). Cuanto mayor sea la intensidad de un rango, menor es su tasa de incidencia, pues menos de 1 % son tornados violentos (EF4, T8 o más fuerte). Fuera del Tornado Alley, y de Norteamérica en general, los tornados violentos son extremadamente raros. Aparentemente esto se debe más que nada al menor número de tornados en general que hay fuera de dicha región, ya que las investigaciones muestran que la distribución de los tornados según su intensidad es bastante similar a nivel mundial. Unos cuantos tornados de importancia ocurren cada año en Europa, áreas del centro-sur de Asia, porciones del sureste de Sudamérica y el sur de África.

## Climatología

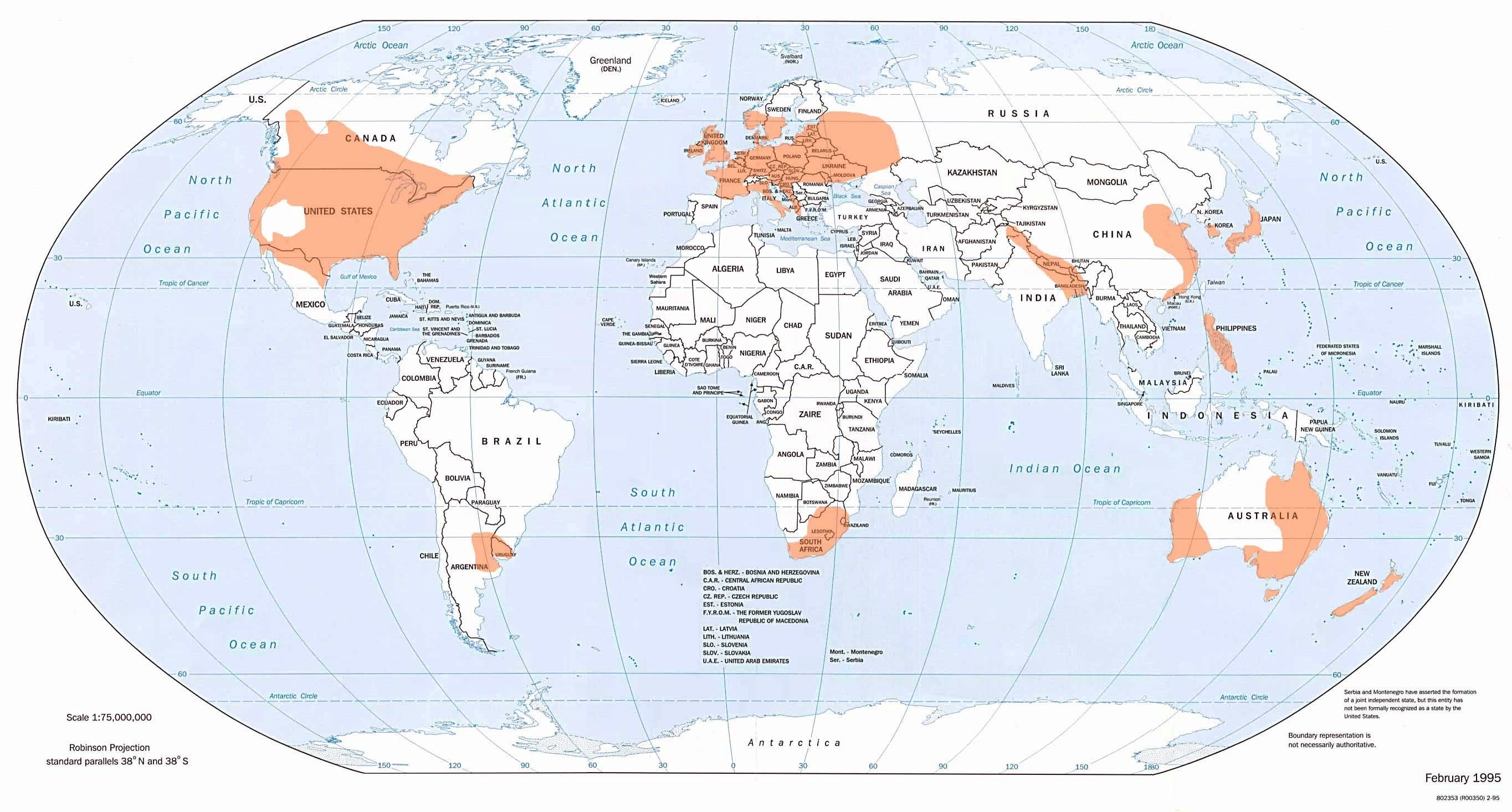
Zonas alrededor del mundo donde es más probable la aparición de tornados.

En los Estados Unidos se presentan más tornados que en cualquier otro país: unas cuatro veces más que los que se estima que se forman en toda Europa, sin incluir trombas marinas. Esto se debe principalmente a la geografía única del continente americano. América del Norte es relativamente grande y se extiende desde la zona intertropical hasta las áreas árticas, y no cuenta con una cadena montañosa importante que vaya de este a oeste y que bloquee el flujo de aire entre estas dos zonas. En las latitudes centrales, donde ocurren la mayor parte de los tornados, las Montañas Rocosas bloquean la humedad y el flujo atmosférico, permitiendo que exista aire más seco en los niveles intermedios de la tropósfera, y causando la formación de un área con presión baja al este de dichas montañas. Un incremento en el flujo de aire desde las Rocosas propicia la formación de una línea seca cuando el flujo es fuerte en los niveles superiores, mientras el golfo de México, al este, proporciona abundante humedad en los niveles bajos de la atmósfera. Esta topografía única provoca muchas colisiones de aire cálido con aire frío, que son las condiciones que crean tormentas fuertes y duraderas. Una gran parte de estos tornados se forman en dicha área del centro de los Estados Unidos entre las Rocosas y el golfo, conocida como Tornado Alley («callejón de los tornados»). Esta área abarca también partes de Canadá, principalmente en Ontario y las praderas canadienses, aunque el sudeste de Quebec, el interior de Columbia Británica y el occidente de Nuevo Brunswick también son propensos a tornados. En ocasiones también se presentan tornados fuertes en el noreste de México. En promedio, en los Estados Unidos ocurren unos 1200 tornados por año.

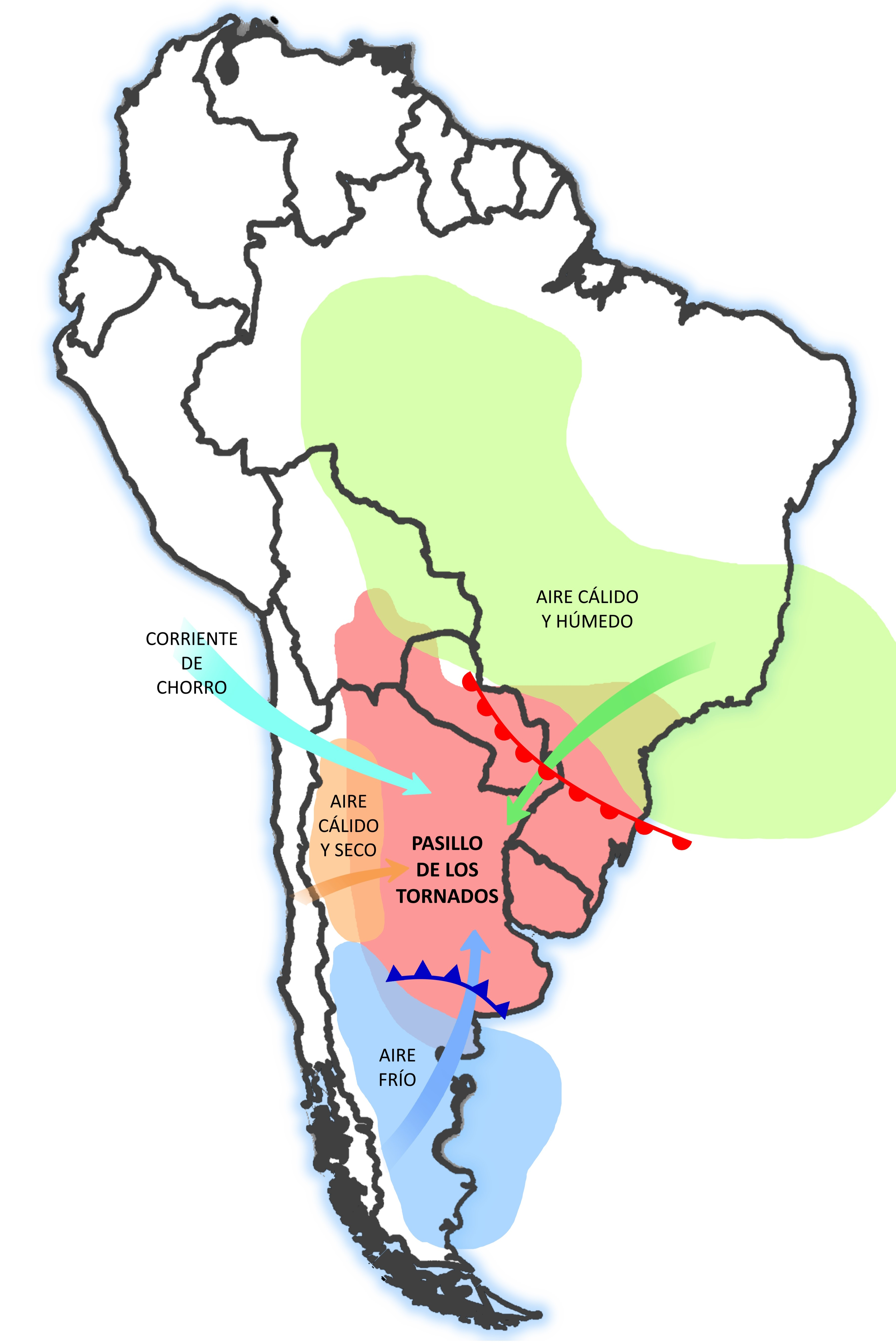
Diagrama explicativo de los sistemas meteorológicos que contribuyen a una mayor frecuencia de tornados en el denominado Pasillo de los Tornados (en rojo)

Fuera de EE. UU., los Países Bajos presentan el mayor número de tornados por área de cualquier país al registrarse allí más de 20 tornados, lo que equivale a 0.00048 tornados/km² anualmente, seguidos por el Reino Unido que presenta anualmente unos 33, es decir, 0.00013 tornados/km², mientras que en Argentina, se registran unos 30 por año, a lo que va 0.0009 tornados/km², mayormente en la zona de llanuras comprendida por el área central y norte de la provincia de Buenos Aires, Córdoba, Santa Fe, Entre Ríos, Santiago del Estero, Chaco y Formosa, habiéndose registrado por ejemplo trombas marinas en la localidad de Mar del Tuyú. En números absolutos, sin importar la extensión territorial2; de cualquier forma, la mayoría son pequeños y causan muy poco daño, el Reino Unido experimenta más tornados que cualquier país europeo, a la vez que Argentina representa la mayor cantidad de tornados que cualquier país latinoamericano,  el segundo en América (detrás de Estados Unidos), y también del mundo incluyendo trombas marinas, en Argentina como también en el Reino Unido.

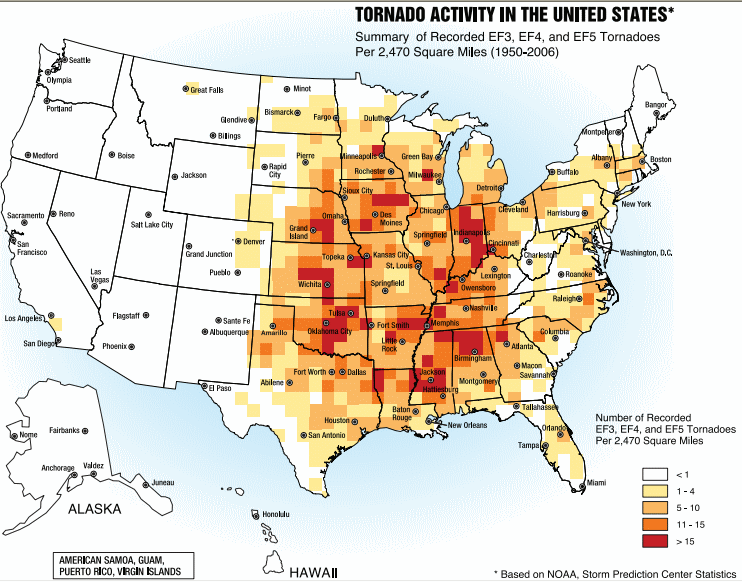
Actividad de los tornados en los Estados Unidos. Las zonas más oscuras denotan el área comúnmente conocida como Tornado Alley.

Los tornados matan un promedio de 179 personas por año en Bangladés, por mucho la mayor cantidad dentro de un país en el mundo. Esto se debe a su elevada densidad de población, deficiente calidad de las construcciones, carencia de conocimientos acerca de medidas de seguridad para combatir a los tornados y otros factores. Otros países del mundo que cuentan con tornados frecuentemente incluyen a Argentina, Sudáfrica, en Brasil en la frontera con Argentina, Australia y Nueva Zelanda, así como porciones de Europa y Asia.
Los tornados son más frecuentes durante la primavera y menos durante el invierno. Ya que la primavera y el otoño son periodos de transición (de clima cálido a frío y viceversa) hay más posibilidades de que el aire frío se encuentre con aire cálido, lo que provoca que durante esas estaciones se experimenten picos de actividad. No obstante, las condiciones adecuadas para su formación se pueden presentar en cualquier época del año. Los tornados también pueden generarse a partir del ojo de los ciclones tropicales que tocan tierra, lo cual suele suceder en el otoño y a fines del verano.
La incidencia de los tornados depende altamente de la hora del día, debido a la radiación solar. A nivel mundial, la mayoría de los tornados ocurren durante la tarde, entre las 3:00 p. m. y las 7:00 p. m. del tiempo local, siendo el punto más alto a las 5:00 p. m.. Sin embargo, los tornados destructivos pueden ocurrir a cualquier hora del día. El tornado de Gainesville de 1936, uno de los tornados más devastadores de la historia, ocurrió a las 8:30 a. m. tiempo local.

### Asociación con el clima
Existen zonas como el mar Mediterráneo que aumenta a su vez el volumen de humedad en la atmósfera. El incremento de humedad puede provocar un crecimiento en la aparición de tornados, particularmente durante la temporada fría.
Algunas evidencias sugieren que el fenómeno de Oscilación del Sur de El Niño (ENSO, por sus siglas en inglés) se encuentra ligeramente relacionado con cambios en la actividad de los tornados; esto varía según la temporada y la región así como dependiendo de si el fenómeno ENSO corresponde al de El Niño o La Niña.
Los cambios climáticos pueden afectar a los tornados a través de teleconexiones como sucede cuando cambia una corriente en chorro y otros patrones climáticos de importancia. Aunque es posible que el calentamiento global pueda afectar la actividad de los tornados, tal efecto aún no puede ser identificable debido a su complejidad, a la naturaleza de las tormentas y a cuestiones relacionadas con la calidad de las bases de datos. Además, cualquier efecto variaría según la región.

## Predicción

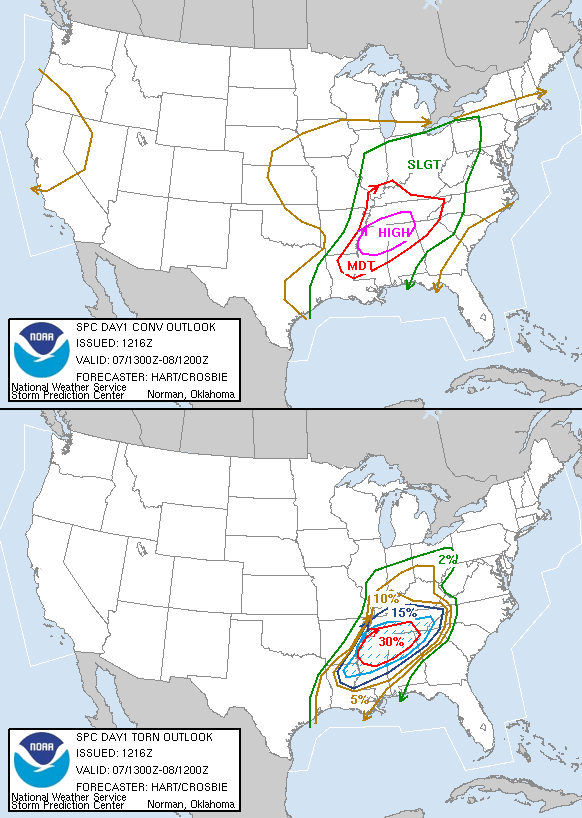
Mapas probabilísticos del Storm Prediction Center durante el auge de la oleada de tornados del 6 al 8 de abril de 2006. El primer mapa indica el riesgo de clima extremo en general (incluyendo granizo fuerte, vientos peligrosos y tornados), mientras que el segundo mapa específicamente muestra el porcentaje de probabilidad de que un tornado se forme a no más de 40 km de cualquier punto dentro del área encerrada. El área rayada en el mapa inferior indica un riesgo de 10 % o más de que un tornado F2 o más fuerte se forme a 40 km de cualquier punto del área señalada.

El pronóstico del tiempo es llevado a cabo regionalmente por muchas agencias nacionales e internacionales. En la mayor parte, ellas también se encargan de la predicción de las condiciones que propician el desarrollo de los tornados.
En Australia, numerosas advertencias de tormentas son proporcionadas por el Bureau of Meteorology («Agencia de Meteorología») de dicha nación. El país se encuentra en proceso de actualizarse para usar sistemas de radares de impulsos Doppler, habiendo alcanzado su primera meta de instalar seis radares nuevos en julio de 2006.
Por otro lado, en el Reino Unido la TORRO (Tornado and Storm Research Organisation, u Organización para la Investigación de Tornados y Tormentas) lleva a cabo predicciones experimentales. La Met Office provee pronósticos oficiales para este país, mientras que en el resto de Europa el proyecto ESTOFEX (European Storm Forecast Experiment, o Experimento Europeo de Predicción de Tormentas) proporciona pronósticos del tiempo acerca de la probabilidad de que haya mal clima, y el ESSL (European Severe Storms Laboratory, o Laboratorio europeo de tormentas graves) conserva una base de datos de los eventos.
Igualmente, en los Estados Unidos las predicciones climáticas generalizadas son realizadas por el Storm Prediction Center (Centro de Predicción de Tormentas), con sede en Norman, Oklahoma. En este centro se realizan predicciones probabilísticas y categóricas para los próximos tres días en relación con el clima extremo, incluyendo tornados. También hay un pronóstico más general que abarca el periodo del cuarto al octavo día. Justo antes del momento en que se espera que se presente una amenaza climática grave, como un tornado, el SPC envía varias alertas referentes al fenómeno, en colaboración con las oficinas locales del Servicio Meteorológico Nacional de ese país.
A su vez, en Japón la predicción y el estudio de los tornados están a cargo de la Agencia Meteorológica de Japón, mientras que en Canadá las alertas y los pronósticos climáticos, incluyendo los de los tornados, son proporcionados por siete oficinas regionales del Servicio Meteorológico de Canadá, una subdivisión de Environment Canada.

## Detección
Rigurosos intentos para poder advertir los tornados comenzaron en los Estados Unidos a mediados del siglo XX. Antes de los años 1950, el único método para detectar un tornado era que alguien lo viera. Generalmente, la noticia de un tornado no llegaría a una estación climática local hasta después de la tormenta. No obstante, con el advenimiento del radar meteorológico, las zonas cercanas a las estaciones climáticas tendrían avisos con tiempo del mal clima. Los primeros avisos públicos de tornados aparecieron en 1950 y las primeras alertas de tornados, en 1952. En 1953 se confirmó que los ecos en cadena se encuentran asociados con los tornados. Al reconocer estos patrones, los meteorólogos, estando a varios kilómetros de distancia, pudieron detectar tormentas que probablemente producirían tornados.

### Radar

Una secuencia de radar de Doppler on Wheels de un eco en cadena y un mesociclón asociado en el condado de Goshen, Wyoming el 5 de junio de 2009. Los mesociclones fuertes aparecen como áreas adyacentes de amarillo y azul (en otros radares, rojo brillante y verde brillante), y generalmente indican la existencia de un tornado o su inminente aparición.

Hoy en día, la mayoría de los países desarrollados cuentan con una red de radares meteorológicos, siendo todavía este el principal método de detección de posibles tornados. En los Estados Unidos y algunos otros países se utilizan estaciones con radares de impulsos Doppler. Estos aparatos miden la velocidad y dirección radial (si se están acercando o alejando del radar) de los vientos de una tormenta, y así pueden detectar evidencias de rotación en tormentas que están a más de 150 km de distancia. Cuando las tormentas están lejos de un radar, sólo las partes altas de la tormenta son observadas y las importantes áreas bajas no son registradas. La resolución de los datos también decrece en razón de la distancia entre la tormenta y el radar. Algunas condiciones meteorológicas que llevan a la tornadogénesis no son detectables de inmediato a través de radar y en ocasiones el desarrollo de tornados puede ocurrir más rápidamente de lo que un radar puede completar un escaneo y enviar la información. Además, la mayoría de las regiones pobladas de la Tierra ahora son visibles desde el Satélite Geoestacionario Operacional Ambiental (GOES, por sus siglas en inglés), el cual ayuda en el pronóstico de tormentas tornádicas.

### Localización de tormentas
A mediados de la década de 1970, el Servicio Meteorológico Nacional de Estados Unidos (NWS) incrementó sus esfuerzos para entrenar individuos que avistaran tormentas e identificaran sus características principales, como fuerte granizo, vientos devastadores y tornados, así como el daño que causan. El programa fue llamado Skywarn, y los que participaron en él fueron asistentes de sheriff locales, policías estatales, bomberos, conductores de ambulancias, operadores de radio, trabajadores de protección civil, cazadores de tormentas y ciudadanos comunes. Cuando se espera mal clima, las estaciones climáticas locales solicitan que estos localizadores de tormentas hagan las búsquedas necesarias y reporten cualquier tornado inmediatamente, para que la oficina pueda enviar un aviso oportuno a la población.
Por lo general los localizadores son entrenados por el NWS en representación de sus respectivas organizaciones, y les reportan a ellas. Las organizaciones activan sistemas públicos de alarma como sirenas y el Emergency Alert System, y dirigen su reporte al NWS. Hay más de 230.000 localizadores climáticos entrenados a través del Skywarn en los Estados Unidos.
En Canadá, una red similar de localizadores voluntarios del clima, llamada Canwarn, ayuda a localizar el mal clima, contando con más de 1000 voluntarios. En Europa, varias naciones se encuentran organizando redes de localizadores bajo el auspicio de Skywarn Europe, y la Tornado and Storm Research Organisation (TORRO) ha mantenido una red de localizadores en el Reino Unido desde 1974.
Los localizadores de tormentas son necesarios porque los sistemas de radar como el NEXRAD no pueden detectar un tornado, sólo indicaciones que sugieren su presencia. Los radares pueden dar un aviso antes de que haya evidencia visual de un tornado, pero la información de un observador puede ratificar la amenaza o determinar que la llegada de un tornado no es inminente. La habilidad de un localizador para ver lo que un radar no puede es especialmente importante al aumentar la distancia desde el sitio del radar, porque la señal del radar, al viajar en línea recta, va aumentando progresivamente su altitud respecto al suelo al irse alejando del radar debido a la curvatura de la Tierra, además de que la señal también se dispersa.

#### Evidencia visual

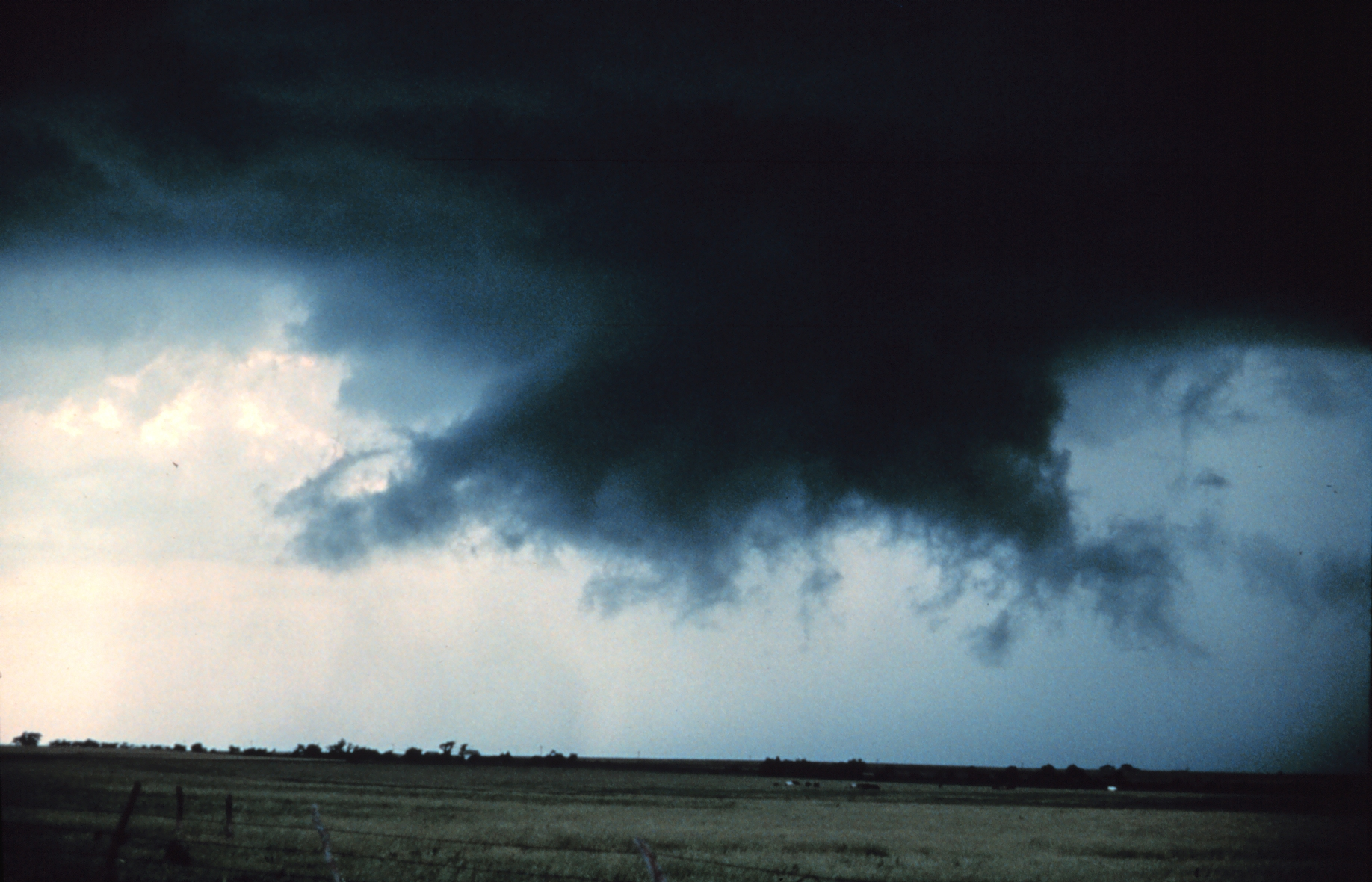
Una nube pared en rotación con una evidente corriente descendente del flanco trasero en su extremo izquierdo.

Los localizadores de tormentas son entrenados para discernir si una tormenta vista a cierta distancia es o no una supercelda. Generalmente miran su parte trasera, la principal región de corrientes ascendentes y flujo de entrada. Debajo de la corriente ascendente hay una base sin lluvia, y en el siguiente paso de la tornadogénesis se forma una nube pared en rotación. La gran mayoría de los tornados intensos ocurren con una nube pared detrás de una supercelda.
La evidencia de que se trata de una supercelda proviene de la forma y la estructura de la tormenta, y otras características de las cumulonimbus como pueden ser una vigorosa columna de corrientes ascendentes, una cima emergente sobre la base de la nube que persiste largo tiempo, una base firme y una apariencia de sacacorchos. Bajo la tormenta y más cerca de donde la mayoría de los tornados se encuentran, evidencias de una supercelda y de la posibilidad de un tornado incluyen bandas de entrada (particularmente curvas), la fuerza del flujo de entrada, la temperatura y humedad del aire que entra, cómo es la proporción del aire que entra y del que sale de la tormenta, y cuán lejos están el núcleo de precipitación del flanco delantero y la nube pared uno del otro. La tornadogénesis es más probable en la interfase de la corriente ascendente y de la corriente descendente del flanco trasero, y requiere un balance entre el flujo de entrada y el de salida.
Las nubes pared que rotan, mismas que generan tornados, generalmente preceden a estos entre cinco y treinta minutos. Las nubes pared en rotación son la manifestación visual de un mesociclón. A menos que se dé a un nivel bajo, la tornadogénesis es altamente improbable a no ser que ocurra una corriente descendente del flanco trasero, que generalmente es evidenciada visiblemente por la evaporación de una nube adyacente a la esquina de una nube pared. Un tornado generalmente ocurre cuando pasa esto o poco tiempo después; primero, una nube embudo baja a la superficie y en casi todos los casos, para cuando va a mitad de camino, un remolino superficial ya se ha desarrollado, lo que significa que un tornado está en el suelo antes de que la condensación conecte la circulación de la superficie con la tormenta. Los tornados también pueden ocurrir sin nubes pared, bajo líneas de flanqueo. Los localizadores observan todas las partes de una tormenta, así como la base de la nube y la superficie.

## Récords

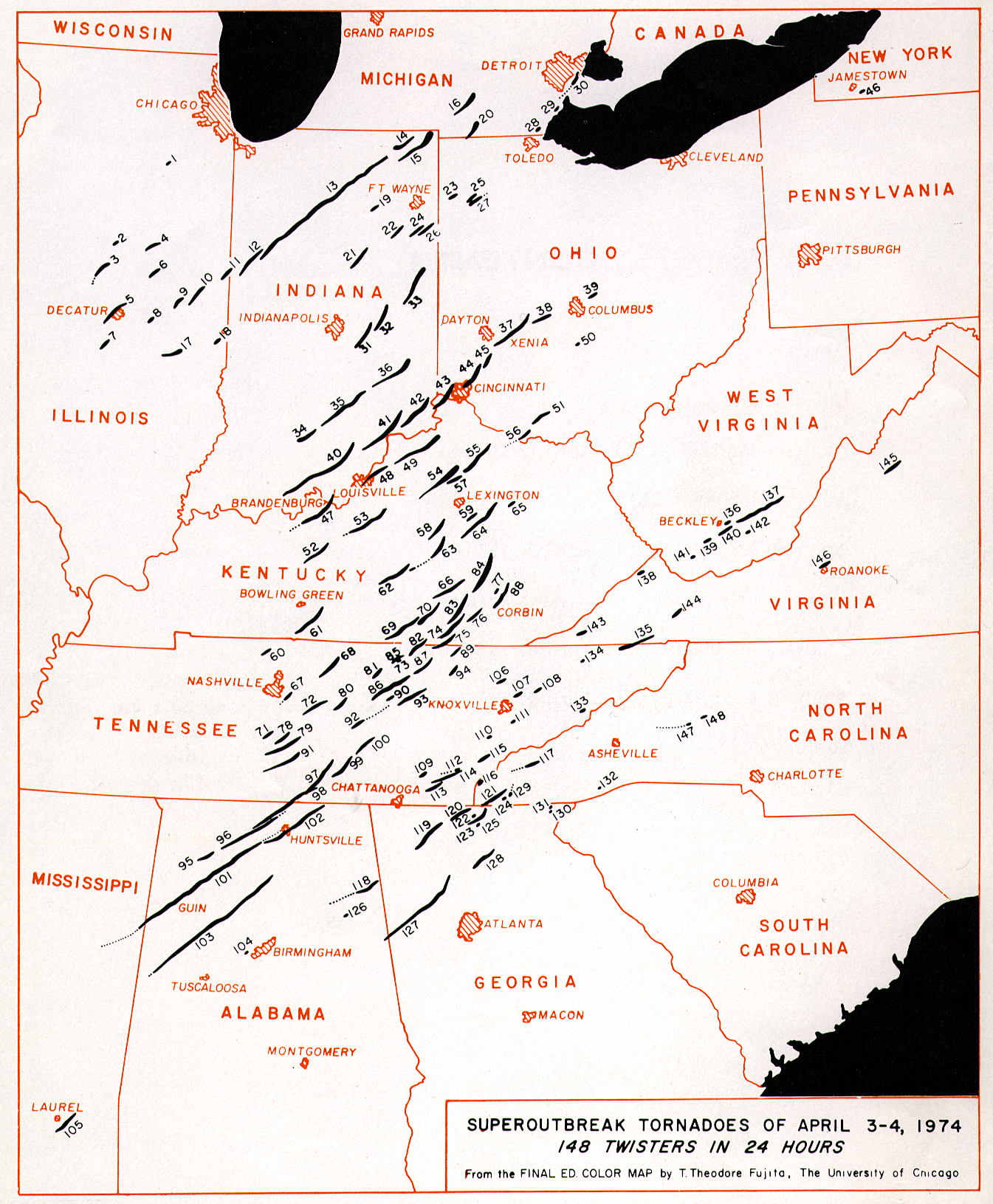
Mapa con las rutas de los tornados en la Súper Oleada de 1974.

El tornado más extremo del que se tiene registro fue el Tornado Tri-Estatal (Tornado triestatal), que atravesó partes de Misuri, Illinois e Indiana el 18 de marzo de 1925. Posiblemente hubiera sido clasificado como un tornado F5, aunque los tornados no eran clasificados en esa época. Mantiene los récords por haber recorrido la mayor distancia (352 km), la mayor duración (unas 3.5 horas) y la mayor velocidad de desplazamiento hacia el frente para un tornado de importancia (117 km/h) en todo el mundo. Además, es el tornado más mortífero en la historia de los Estados Unidos (695 muertos). También fue en su momento el segundo tornado más costoso de la historia, pero ya ha sido superado por muchos otros sin normalizar. Cuando los costos son normalizados según la riqueza y la inflación, sigue siendo hoy en día el tercer tornado más costoso. El tornado más mortífero a nivel mundial fue el tornado de Daulatpur-Saturia en Bangladés el 26 de abril de 1989, que mató aproximadamente a 1300 personas. Bangladés ha tenido al menos 19 tornados en su historia que han matado a más de 100 personas, lo que representa al menos la mitad del total en el resto del mundo.
La mayoría de los récords establecidos para oleadas de tornados corresponden al llamado Super Outbreak (Súper Oleada), que afectó una gran parte del centro de los Estados Unidos y una pequeña zona del sur de Ontario en Canadá entre el 3 y el 4 de abril de 1974. No sólo presentó esta oleada la increíble cantidad de 148 tornados en únicamente 18 horas, sino que también varios de ellos eran violentos; siete eran de intensidad F5 y veintitrés eran F4. Esta oleada llegó a tener dieciséis tornados en la superficie al mismo tiempo en su punto más fuerte. Más de 300 personas, posiblemente hasta 330, murieron a causa de los tornados de esta oleada.
Aunque es casi imposible medir directamente la velocidad del viento del tornado más violento (los anemómetros convencionales serían destruidos por los fuertes vientos), algunos tornados han sido escaneados por unidades móviles de radares Doppler, que pueden proporcionar un estimado certero de la velocidad de los vientos de un tornado. La mayor velocidad medida en un tornado, que es igualmente la mayor velocidad de un viento jamás medida en el planeta, es de 484 ± 32 km/h en el tornado F5 de Moore, Oklahoma. Aunque la medición fue tomada a unos 30 m sobre la superficie, demuestra el poder que tienen los tornados más fuertes.
Fuera de los Estados Unidos también se han dado importantes oleadas de tornados. Otras zonas muy activas en materia de clima extremo han registrado eventos significativos de tornados, como Europa del Norte y el centro y sur de Sudamérica. Una de las oleadas de tornados más importantes a nivel mundial es el «Trágico Martes 13», denominado así por los meteorólogos y aficionados de Argentina, a la oleada de tornados más importante de la que se tenga registro fuera de los Estados Unidos; durante la noche del 13 de abril de 1993 fueron registrados en la provincia de Buenos Aires, Argentina, alrededor de trescientos tornados con intensidades entre F0 y F3. Otra oleada de tornados significativa fue la llamada «Oleada de tornados de la URSS» de 1984, en la que se registró un tornado de categoría F4 en Ivanovo, Rusia (en ese entonces parte de la Unión Soviética).
Las tormentas que producen tornados pueden presentar intensas corrientes ascendentes, a veces sobrepasando los 240 km/h. Los desechos que levanta un tornado pueden llegar hasta la tormenta principal y ser arrastrados una gran distancia. Un tornado que afectó a Great Bend, Kansas en noviembre de 1915 fue un caso extremo, donde una «lluvia de desechos» ocurrió a 130 km del pueblo, un saco de harina fue hallado a 177 km y un cheque cancelado del Banco de Great Bend fue encontrado en un campo a las fueras de Palmyra, Nebraska 491 km al noreste. Las trombas marinas y tornados han sido utilizados como una posible explicación para ocasiones en que han llovido peces y otros animales.

## Seguridad
A pesar de que los tornados pueden atacar en cualquier instante, existen precauciones y medidas preventivas que la gente puede adoptar para aumentar sus posibilidades de sobrevivir a un tornado. Autoridades como el Storm Prediction Center aconsejan contar con un plan contra tornados. Tras ser emitida una alerta de tornado, se debe buscar refugio en un sótano o en una habitación localizada en la parte más interna de una casa resistente ya que esto aumenta en gran medida las posibilidades de sobrevivir. En áreas propensas a tornados, muchos edificios cuentan con refugios especiales para tormentas. Estas habitaciones subterráneas han ayudado a salvar miles de vidas.
Algunos países cuentan con agencias meteorológicas que proporcionan predicciones de tornados e incrementan el nivel de alerta para un posible tornado (de la misma forma que lo hacen los avisos y alertas de tornados en Estados Unidos y Canadá). Las estaciones climatológicas de radio también proporcionan alarmas cuando se libera una advertencia por clima extremo para su área local, aunque este tipo de estaciones de radio se encuentran generalmente sólo en los Estados Unidos.
A menos que el tornado esté a gran distancia y sea visible, los meteorólogos aconsejan a los conductores que estacionen sus vehículos fuera del camino (para no bloquear al tráfico de emergencia), y buscar un refugio seguro. Si no hay uno en las cercanías, colocarse en lo profundo de una zanja es la siguiente mejor opción.

### Mitos e ideas equivocadas
Uno de los mitos más persistentes asociados con tornados consiste en que abrir las ventanas reducirá el daño causado por el tornado. Aunque existe un marcado descenso en la presión atmosférica en el interior de un tornado fuerte, es improbable que la disminución de presión fuera suficiente para causar que el inmueble explote. Algunas investigaciones muestran que abrir las ventanas puede en realidad incrementar la gravedad de los daños del tornado. Sin importar la validez de esta teoría de la explosión, es mejor invertir el tiempo buscando refugio y no abriendo ventanas. Un tornado violento, de cualquier forma, puede destruir una casa sin importar si sus ventanas están abiertas o cerradas.
Otra creencia común es que los pasos elevados en una autopista son un refugio adecuado para protegerse de los tornados. Por el contrario, un paso elevado es un lugar peligroso para refugiarse. En la oleada de tornados de Oklahoma de 1999 del 3 de mayo de 1999, tres pasos elevados de autopistas fueron golpeados por tornados, y en cada una de esas tres localizaciones hubo una muerte, junto con muchos heridos de gravedad. Se cree que el área debajo de los pasos elevados causa un efecto de túnel de viento, en donde se incrementa la velocidad del viento del tornado y de los desechos que acarrea que pasan por ahí. En comparación, durante la misma oleada de tornados, más de 2000 hogares fueron completamente destruidos, con otros 7000 dañados, y aun así solamente unas pocas docenas de personas murieron en sus hogares.
Una vieja creencia es que la esquina de un sótano que esté más cerca del sudoeste proporciona la mayor protección durante un tornado. El lugar más seguro, en realidad, es el extremo o esquina de una habitación subterránea opuesto a la dirección en que se mueve el tornado (generalmente la esquina noreste), o una habitación que no sea subterránea pero que esté lo más internamente posible en su inmueble. Refugiarse debajo de una mesa resistente, en un sótano o debajo de una escalera incrementa las posibilidades de sobrevivir aún más.
Finalmente, hay áreas donde la gente cree estar protegida de los tornados, ya sea por un río, colina o montaña de gran tamaño, o incluso por fuerzas sobrenaturales. Se ha sabido de tornados que han cruzado grandes ríos, escalado montañas y afectado valles. Como regla general, no hay área que esté «a salvo» de los tornados, aunque hay áreas que son más susceptibles que otras, aunque es la excepción en lugares rodeados de montañas.

## Investigación

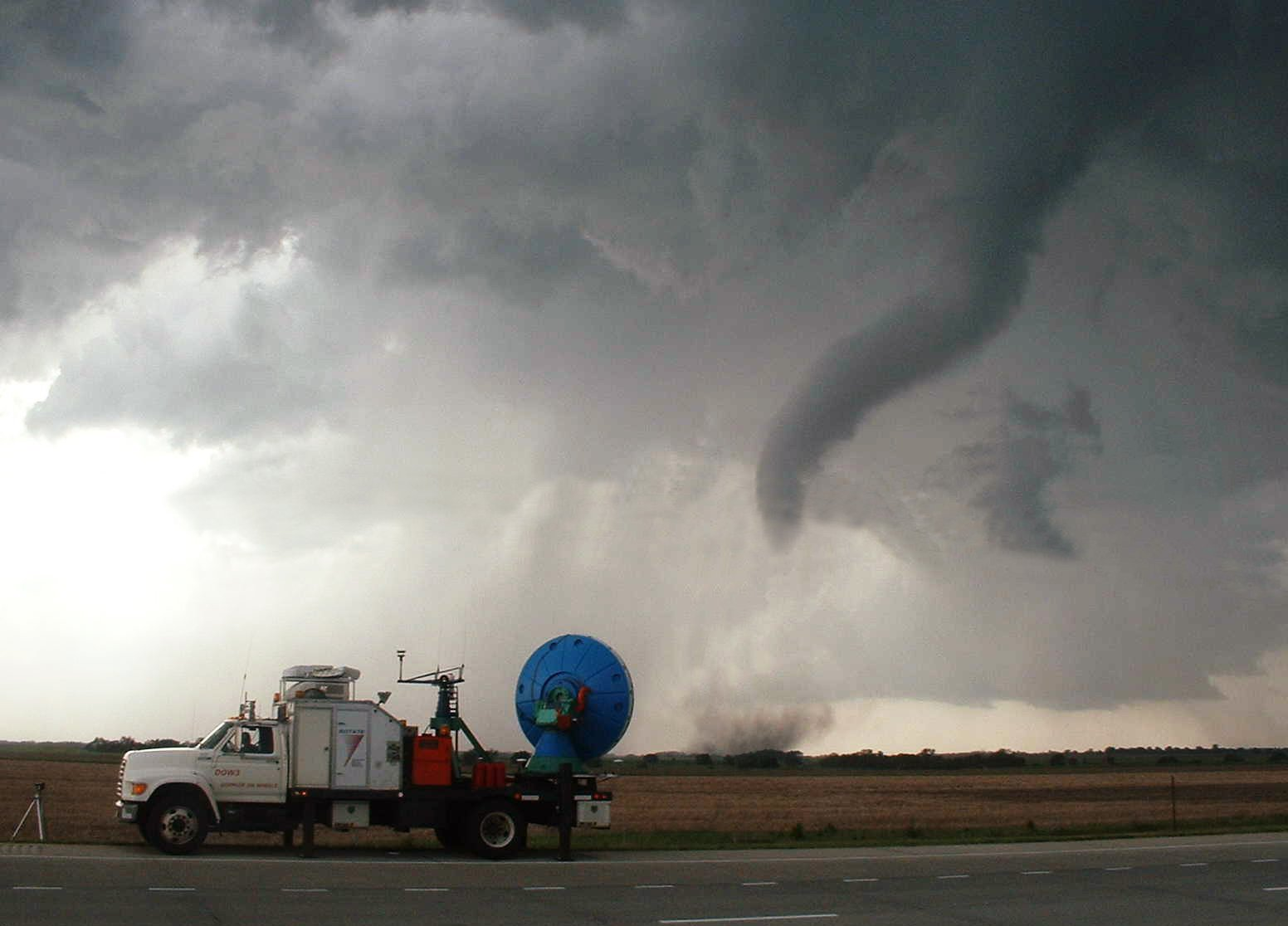
Una unidad Doppler On Wheels observando un tornado cerca de Attica, Kansas.

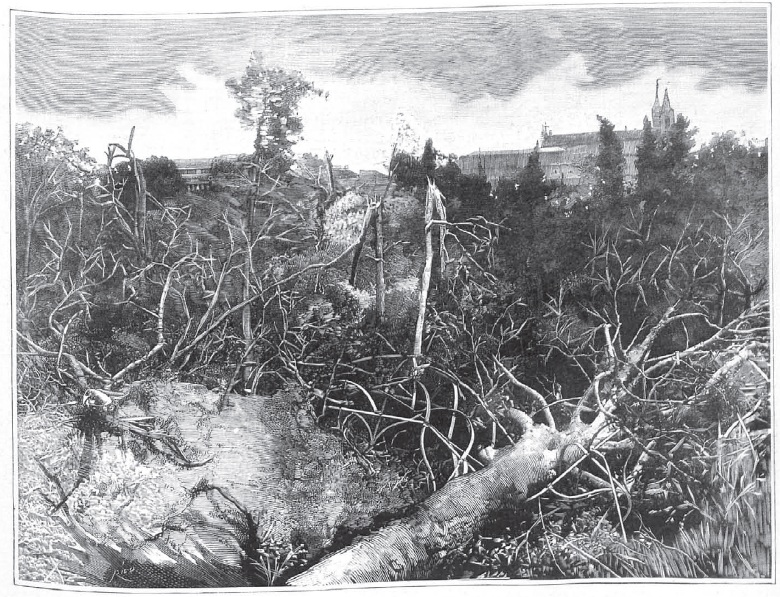
Daños provocados por el tornado de Madrid de 1886, un tornado de intensidad F3.

La meteorología es una ciencia relativamente joven y aún más el estudio de los tornados. Aunque han sido estudiados desde el siglo XIX y con mayor énfasis desde mediados del siglo XX, todavía hay aspectos de ellos que son un misterio. Los científicos tienen una idea bastante precisa del desarrollo de tormentas y mesociclones, y de las condiciones meteorológicas que conducen a su formación; no obstante, el paso de supercelda (u otros procesos formativos) a tornadogénesis y la diferenciación de mesociclones tornádicos y no tornádicos son aspectos que todavía no se comprenden del todo y son el enfoque de gran parte de las investigaciones.
También están siendo estudiados los mesociclones en los niveles bajos de la atmósfera y el ensanchamiento de la vorticidad en los niveles bajos que se convierte en el tornado, principalmente cuáles son los procesos y cuál es la relación del medio y la tormenta convectiva. Se ha observado a tornados intensos formándose simultáneamente con un mesociclón arriba (en lugar de la sucesiva mesociclogénesis) y a algunos tornados intensos que han ocurrido sin un mesociclón en los niveles medios. En particular, el papel de las corrientes descendentes, principalmente la corriente descendente del flanco trasero, y el papel de los límites baroclínicos, son importantes temas de estudio.
Predecir con fiabilidad la intensidad de un tornado y su longevidad continúa siendo un problema, así como los detalles concernientes a las características de un tornado durante su ciclo de vida y tornadolisis. Otros temas de investigación de trascendencia son los tornados asociados con mesovórtices dentro de estructuras de tormenta lineares y dentro de ciclones tropicales.
Los científicos aún desconocen los mecanismos exactos a través de los cuales se forman la mayoría de los tornados, y ocasionalmente algunos todavía aparecen sin una alerta de tornado previa. Los análisis de las observaciones a partir de instrumentos tanto estacionarios como móviles, superficiales y aéreos, y remotos e in situ, generan nuevas ideas y perfeccionan las nociones existentes. La utilización de modelos matemáticos también proporciona mayor entendimiento ya que las nuevas observaciones y descubrimientos son integrados a nuestro entendimiento físico y después puestos a prueba a través de simulaciones de computadora que validan las nuevas nociones al mismo tiempo que producen descubrimientos teóricos completamente nuevos, muchos de los cuales serían de otra forma casi indeducibles. Igualmente, el desarrollo de nuevas formas de observación y la instalación de redes de observación espaciales y temporales más finas han ayudado a tener un mayor entendimiento y mejores predicciones.
Programas de investigación, incluyendo proyectos de estudio como el proyecto VOTEX, el despliegue del TOTO, el Doppler On Wheels (DOW) y docenas de programas más, esperan contestar muchas de las interrogantes que todavía invaden a los meteorólogos. Universidades, agencias gubernamentales como el National Severe Storms Laboratory, meteorólogos del sector privado y el Centro Nacional de Investigación Atmosférica son algunas de las organizaciones en investigación activa, mismas que cuentan con varias fuentes proveedoras de fondos, tanto privadas como públicas, destacando en este sentido la National Science Foundation.